# Hluchavkovité
Hluchavkovité (Lamiaceae, dříve též Labiatae neboli pyskaté) je čeleď dvouděložných rostlin z řádu hluchavkotvaré (Lamiales). Zahrnuje 7200–7800 druhů v 235–245 rodech, což z ní činí šestou největší čeleď krytosemenných rostlin. Při fylogenetické aktualizaci botanického systému se rozrostla o více než 40 rodů z čeledi sporýšovité a v dnešním pojetí zahrnuje byliny i dřeviny. Vyznačují se obvykle vstřícnými listy, čtyřhrannými stonky a dvoustranně souměrnými, pyskatými květy ve stažených vrcholičnatých květenstvích, které produkují nektar. Mnohé z rostlin jsou výrazně aromatické. Plody jsou tvrdky, peckovice, vzácně i tobolky.
Patří mezi kosmopolitně rozšířené čeledi, vyskytují se na všech kontinentech s výjimkou Antarktidy. Hojně jsou zastoupeny i v květeně České republiky. Mezi běžné a známé hluchavkovité rostliny náleží např. hluchavka, mateřídouška, bazalka, máta, meduňka, levandule nebo šalvěj, která je s více než 900 druhy také největším rodem čeledi. Čeleď se dělí do 12 podčeledí, z nichž jsou v české květeně zastoupeny 4. Hlavní diferenciace proběhly v období starších třetihor (paleocén, eocén), nejstarší identifikované fosilie pocházejí z doby před 28 miliony let, tedy z období oligocénu.
Hluchavkovité jsou ekonomicky významnou čeledí rostlin. Pro obsah aromatických silic a dalších látek jsou mnohé druhy využívány jako koření a jako zdroj éterických olejů (levandule, máta, šalvěj), mnoho jich patří mezi staré a oblíbené léčivé rostliny. Tropické dřeviny jako teka obrovská nebo Gmelina arborea jsou těženy pro kvalitní dřevo, semena šalvěje hispánské jsou známa jako chia. Celosvětově jsou pěstovány také jako okrasné rostliny. V mnoha světových kulturách (buddhismus, hinduismus, antické Řecko, původní národy Ameriky) je s nimi spojena významná kulturní a mytologická symbolika.
Název čeledi je odvozen od typového rodu hluchavka (Lamium); její latinský název pochází z řeckého slova laimos nebo lámos, tj. jícen, podle stavby květu připomínající rozšklebený jícen.

## Popis

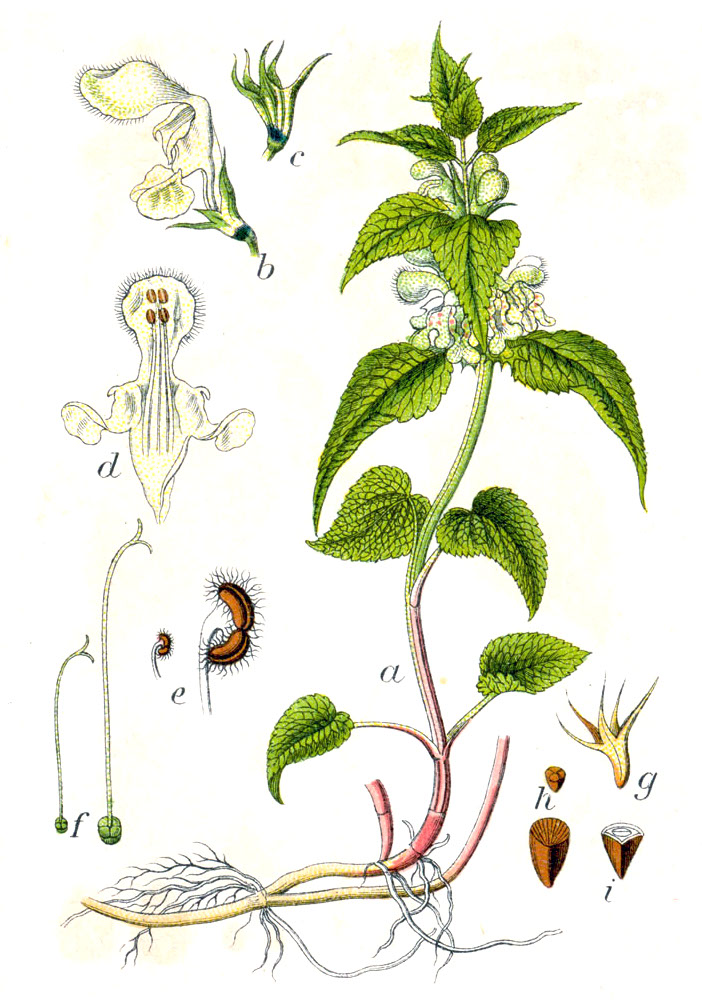
Botanická ilustrace hluchavky bílé: a) kvetoucí prýt, b) detail jednotlivého květu s kalichem a korunou, c) cípatý kalich, d) pohled do korunní trubky na dvoubratré tyčinky, e) prašníky tyčinek, f) pestík se semeníkem a dvouklanou bliznou, g) suchý kalich, h–i) plody (tvrdky)

### Vegetativní orgány
V čeledi mají své zástupce jednoleté i vytrvalé byliny, polokeře, keře, méně často i liány, sukulenty nebo stromy. Letorosty a stonky jsou často čtyřhranné. Dřeviny této čeledi mívají větve s hojnými lenticelami. Odění je z jednoduchých, větvených nebo žláznatých trichomů, často obsahujících aromatické silice. Listy jsou nejčastěji vstřícné, křižmostojné, řidčeji přeslenité nebo střídavé, jednoduché nebo dlanitě či zpeřeně složené, vždy bez palistů. Čepel listů je celistvá nebo laločnatá až členěná, celokrajná nebo na okraji zubatá. Mnohé druhy jsou výrazně aromatické. Všichni zástupci jsou zelené, plně autotrofní rostliny (na rozdíl např. od blízce příbuzné čeledi zárazovitých); fotosyntéza probíhá převážně cestou C3-metabolismu, u rodu Plectranthus byl zjištěn i sukulentní CAM-cyklus.

### Generativní orgány
Květenství jsou úžlabní nebo vrcholová, nejčastěji odvozená z vidlanu, s hlavní osou a vrcholičnatě větvenými postranními větévkami. Častým typem květenství jsou stažené lichopřesleny, které někdy dále tvoří vrcholové lichoklasy či laty. Květenství bývají podepřena listeny, často výrazně barevnými. Květy jsou různoobalné, pětičetné, obvykle oboupohlavné, častým jevem však je gynodioecie, kdy samčí orgány (andreceum) jsou redukované nebo sterilní a květy jsou tedy funkčně samičí. Jindy dozrávají prašníky dříve než blizna (protandrie), rozšířeno je i samoopylování (u kleistogamických květů některých hluchavek). Kalich je dvoustranně souměrný nebo pravidelný, trubkovitého, zvonkovitého nebo kolovitého tvaru. Někdy vytrvává ještě i za plodu. Koruna je nejčastěji dvoustranně souměrná (zygomorfní), zpravidla dvoupyská, někteří zástupci zejména bazálnějších podčeledí mají však i květy téměř či zcela pravidelné.
Tyčinky jsou 4, přirůstající ke koruně, shodné délky nebo jsou 2 delší než ostatní, případně jsou pouze 2 tyčinky fertilní a zbylé dvě jalové (staminodia). Semeník je svrchní, srostlý ze 2 plodolistů (synkarpní), celistvý až hluboce čtyřlaločný. Semeník obsahuje 4 komůrky vlivem vzniku falešných přehrádek. Čnělka je jediná, často vyrůstající z prohlubně laločnatého semeníku (gynobazická), někdy též vrcholová, převážně s dvouklanou bliznou. Placentace je axilární, v každé komůrce je jediné vajíčko. V květech je na bázi semeníku na květním lůžku často vyvinut nektáriový disk produkující nektar. Plody jsou obvykle suché, rozpadající se na 4 oříšky (tvrdka) nebo peckovičky, u některých tropických rodů je vyvinuta peckovice s 1 až 4 pecičkami, jindy nepukavý čtyřsemenný lusk nebo poltivý plod 

## Ekologické interakce

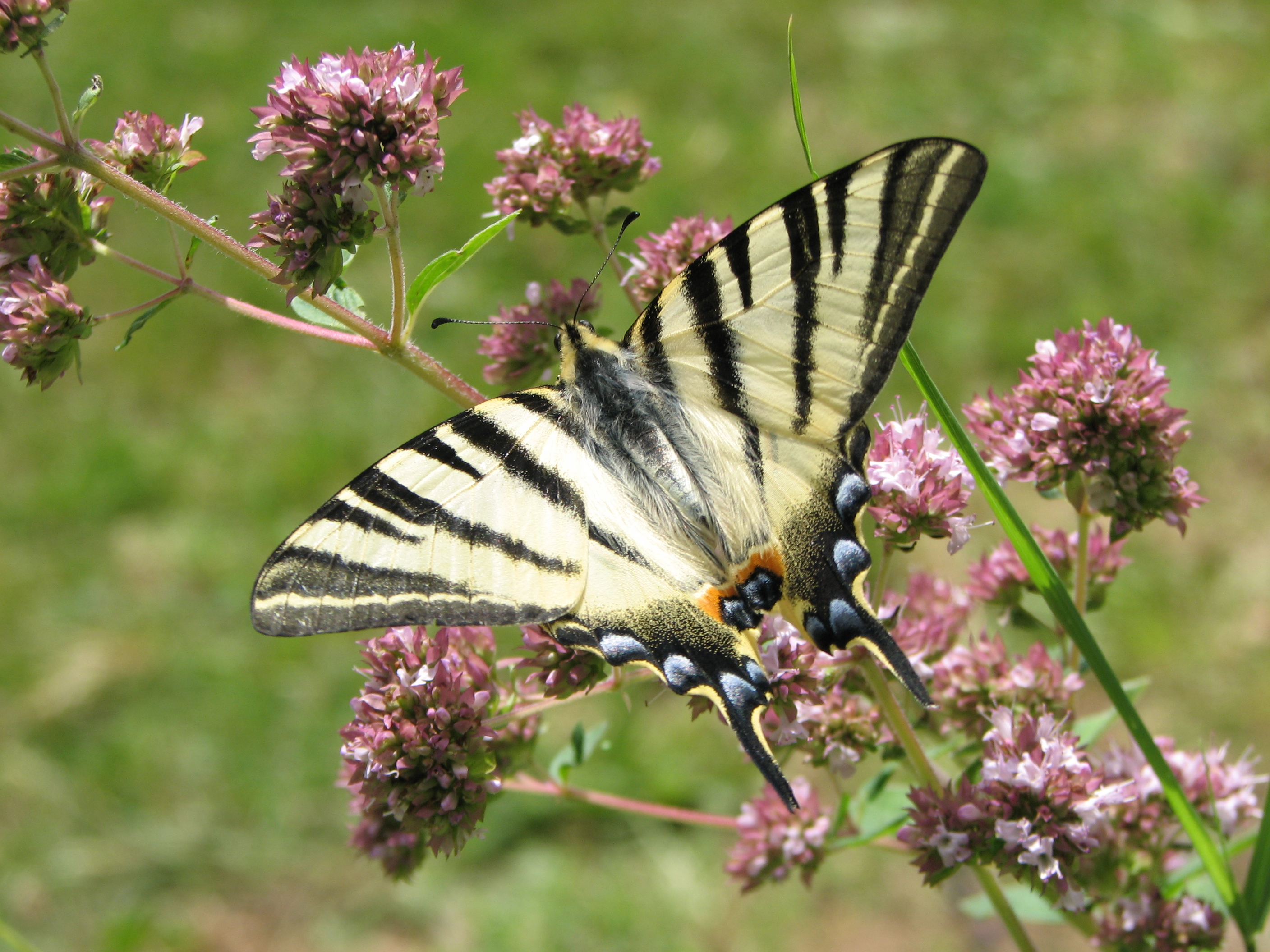
Květy hluchavkovitých plné nektaru lákají množství opylovačů

Nápadné květy hluchavkovitých jsou opylovány zejména včelami a čmeláky, dále vosami, motýly, můrami, mouchami, brouky a ptáky, kterým nabízejí odměnu v podobě nektaru. Horní pysk koruny nejčastěji chrání bliznu a prašníky, zatímco spodní slouží jako přistávací plocha; opylovač je tak shora poprášen pylem, když se prodírá k nektaru. U některých rodů (např. bazalka – Ocimum) jsou tyčinky přitisklé ke spodnímu pysku a opylovač je poprášen zespodu; u velké skupiny šalvějí spodní pár jalových tyčinek vytváří zajímavý pákový mechanismus, sloužící k poprášení opylovače pylem z fertilních tyčinek nahoře. Velkokvěté americké rostliny (šalvěje, zavinutky) jsou opylovány kolibříky, důležitými opylovači ve středomořských křovinách jsou včely čalounice.
Peckovice rozšiřují ptáci a savci. Tvrdky mnoha druhů vypadávají postupně z vytrvalých kalichů např. při rozkývání rostliny větrem. Někdy je kalich vytrvalý, buď papírovitý a umožňující šíření větrem, nebo s hákovitými cípy a přichytávající se na srst zvířat. Může být jasně barevný a lákat živočichy, kteří konzumují semena, jako u rodu blahokeř (Clerodendrum). Semena mohou být také vyhledávána ptáky nebo rozšiřována mravenci (myrmekochorie u hluchavek nebo ožanek). Některé druhy mají křídlaté oříšky nebo oříšky s dutinami vyplněnými vzduchem, šířené vodou, jiné při zvlhčení sliznatí a nalepují se na procházející živočichy nebo se tak upevňují k povrchu. Mnoho druhů se značně rozšířilo lidskou činností, zejména jako okrasné rostliny nebo plevele.
Jako u mnoha jiných rostlin, i kořeny hluchavkovitých vytvářejí mutualistické vztahy s houbami; studie prokázaly různé typy arbuskulární mykorhizy. Listy slouží za potravu housenkám mnoha druhů motýlů, například zejkovce hluchavkového (Pseudopanthera macularia). Častými škůdci jsou zavíječi nebo specializované druhy vlnovníků (Aceria sp.). Některé druhy středomořských šalvějí (např. Salvia pomifera nebo Salvia fruticosa) jsou hostiteli vosiček vytvářejících jedlé, jablkům podobné hálky na rostlinných orgánech. Z rostlin parazitují na hluchavkovitých mnohé zárazy (Orobanche sp.). Naproti tomu esenciální oleje produkované aromatickými hluchavkovitými rostlinami působí často alelopaticky jako inhibitor klíčení semen konkurenčních rostlin na stanovišti.

## Rozšíření

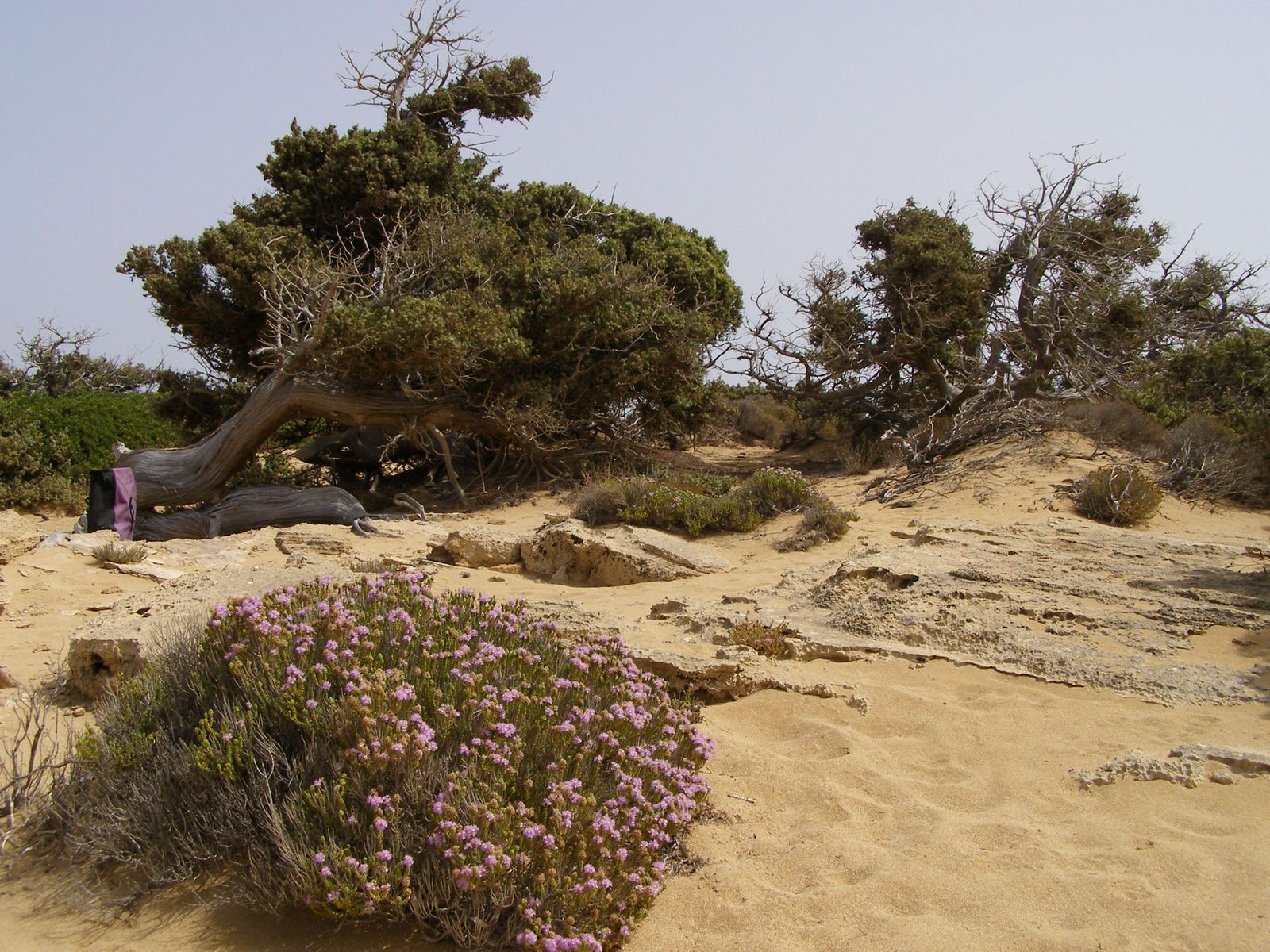
Typické stanoviště mateřídouškovce vonného (Thymbra capitata) ve Středomoří

Čeleď v současném pojetí zahrnuje asi 7200–7800 druhů v 236–245 rodech. Je rozšířena po celém světě s výjimkou Antarktidy a nejchladnějších oblastí Arktidy, chybí též v nejsušších částech Sahary, arabských a asijských pouští. Centrem její největší diverzity je oblast Středomoří, Blízkého východu a Střední Asie, bohatý výskyt má také v jižní Africe včetně Madagaskaru, v mírném a subtropickém pásmu Severní Ameriky a v oblasti od Mexika po Jižní Ameriku, v indomalajské oblasti a Austrálii. Americkými endemity jsou například rody zavinutka, pyknantemum, řetězovka, Lepechinia nebo Monardella, endemity Austrálie je pak celá podčeleď Peronematoideae (viz níže). Pouze na tichomořských ostrovech se rozkládá areál rodu Phyllostegia; velká část jeho druhů je zde považována za druhy kriticky ohrožené.
Hluchavkovité nejčastěji rostou v teplém sezónním nebo mediteránním klimatu. Jejich typickými biotopy jsou otevřená, slunná, xerotermní stanoviště lesostepí, stepí a skalních výchozů, středomořské makchie, garrigue a podobná stanoviště v různých částech světa, světlejší lesy, křoviny a lesní lemy, stejně jako vlhká místa podél vodních toků, příkopů a nádrží. V tropech se vyskytují především v horách nebo v sušších monzunových lesích; v hustých a vlhkých tropických pralesích nebo mangrovech jsou zastoupeny méně. Mnohé doprovázejí člověka na narušených, antropických či ruderálních stanovištích či jako plevele zahradních a polních kultur.

### Česká květena

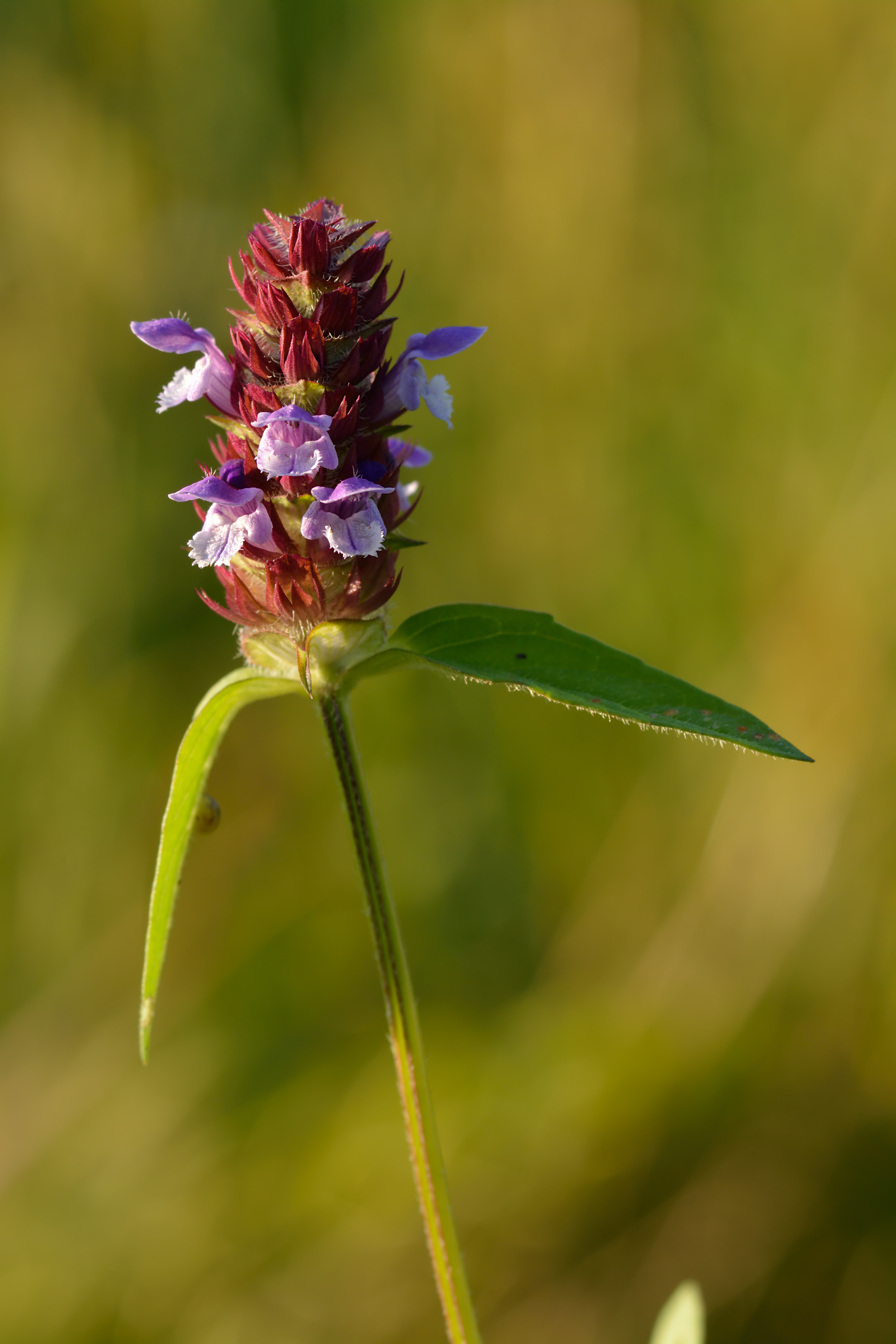
Černohlávek obecný je běžným druhem na loukách a v travních porostech

V květeně České republiky jsou hluchavkovité hojně zastoupenou čeledí: vyskytují se zde zástupci 32 rodů ve zhruba 110 druzích, nepočítaje v to ojedinělé nálezy přechodně zavlečených jedinců. Z tohoto čísla uvádí Seznam nepůvodní flóry České republiky celkem 60 druhů nepůvodních a z nich dále 21 archeofytů a 39 neofytů, žádný z nich invazní. Nejvíce jsou ve volné přírodě nacházeny z kultury zplanělé druhy meduňka lékařská (Melissa officinalis) a různé druhy šalvěje, máty nebo šanty. Z 12 podčeledí jsou v české flóře nejvíce zastoupeny podčeledi Nepetoideae a Lamioideae, dvěma rody (ožanka, zběhovec) podčeleď Ajugoideae a jediným rodem šišák podčeleď Scutellarioideae; zástupci zbylých osmi se v české flóře nevyskytují.
Nejvíce druhů (včetně neofytních více než 7) mají na našem území rody konopice (Galeopsis), čistec (Stachys), šalvěj (Salvia) a mateřídouška (Thymus). Hojně se zde vyskytují dále rody zběhovec (Ajuga, 4 druhy), ožanka (Teucrium, 5 druhů), hluchavka (Lamium, 4 druhy), máta (Mentha, 4 druhy a množství kříženců) a šanta (Nepeta), třemi druhy černohlávek (Prunella), pitulník (Galeobdolon), šišák (Scutellaria) a včelník (Dracocephalum). Po dvou druzích jsou zastoupeny rody srdečník (Leonurus, v širokém pojetí včetně rodu Chaiturus), jablečník (Marrubium), karbinec (Lycopus, 2 druhy), popenec (Glechoma).
Několik dalších rodů je v ČR zastoupeno jediným druhem. Například na nitrofilních ruderálních stanovištích se běžně vyskytuje měrnice černá (Ballota nigra), na slunných mezích a náspech pamětník rolní (Acinos arvensis), v křovinách a lesních lemech klinopád obecný (Clinopodium vulgare), dobromysl obecná (Origanum vulgare) a bukvice lékařská (Betonica officinalis). Ve světlých listnatých lesích teplých oblastí roste medovník meduňkolistý (Melittis melissophyllum).

Mezi kriticky ohrožené druhy (kategorie CR, odpovídající národní klasifikaci C1) patří podle Červeného seznamu ohrožených druhů ČR z roku 2017 zběhovec trojklaný (Ajuga chamaepitys), jablečník obecný (Marrubium vulgare), jablečník cizí (Marrubium peregrinum), šalvěj etiopská (Salvia aethiopis), čistec rolní (Stachys arvensis) a ve vlhku rostoucí polej obecná (Pulegium vulgare); do kategorie silně ohrožených (EN, resp. C2) pak zběhovec jehlancovitý (Ajuga pyramidalis), včelník rakouský (Dracocephalum austriacum), buřina jablečníkovitá (Leonurus marrubiastrum), karbinec statný (Lycopus exaltatus), hojník chlumní (Sideritis montana), čistec německý (Stachys germanica) a ožanka čpavá (Teucrium scordium). Tyto kategorie ne vždy odpovídají zákonné ochraně podle vyhlášky MŽP 395/1992 Sb.

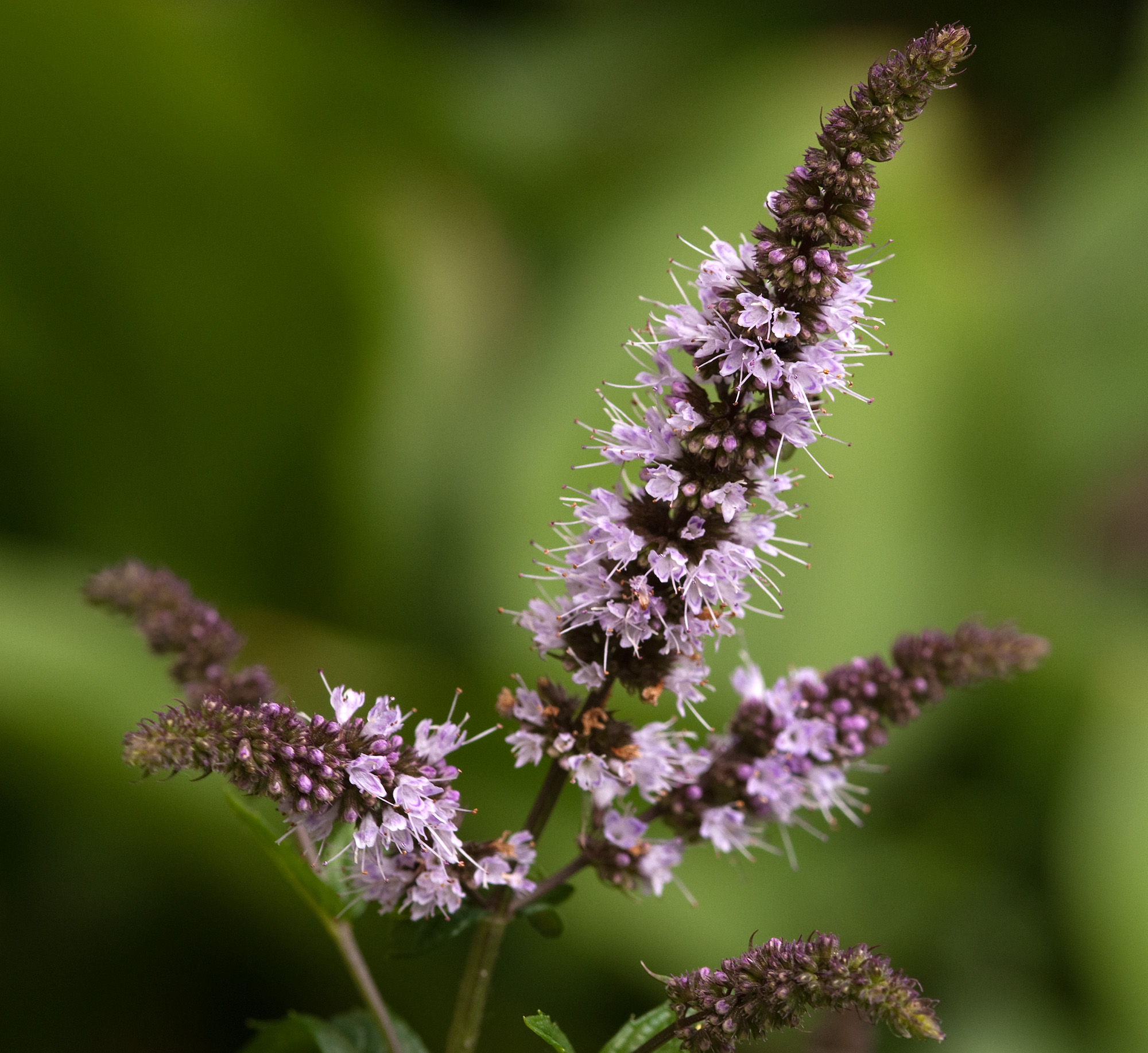
Květenství máty peprné

## Obsahované látky
Hluchavkovité mají širokou paletu sekundárních metabolitů. Charakteristickými obsahovými látkami jsou silice s terpenoidními sloučeninami, jakož i iridoidy a fenolické glykosidy (např. verbascosid), hořčiny, třísloviny a v menší míře zastoupené saponiny, flavonoidy, slizové látky, různé organické kyseliny (kyselina kávová, rozmarýnová, ursolová a další), flavonové glykosidy, cholin aj. Zejména u podčeledi Nepetoideae jsou charakteristické aromatické monoterpenoidy a seskviterpenoidy, jako např. menthol, eukalyptol, linalool, thymol a další. Pouze vzácně některé druhy obsahují i alkaloidy (např. leonurin) a kyanogenní glykosidy. Thujon obsažený v šalvějové silici je toxický.

## Taxonomie a systematika

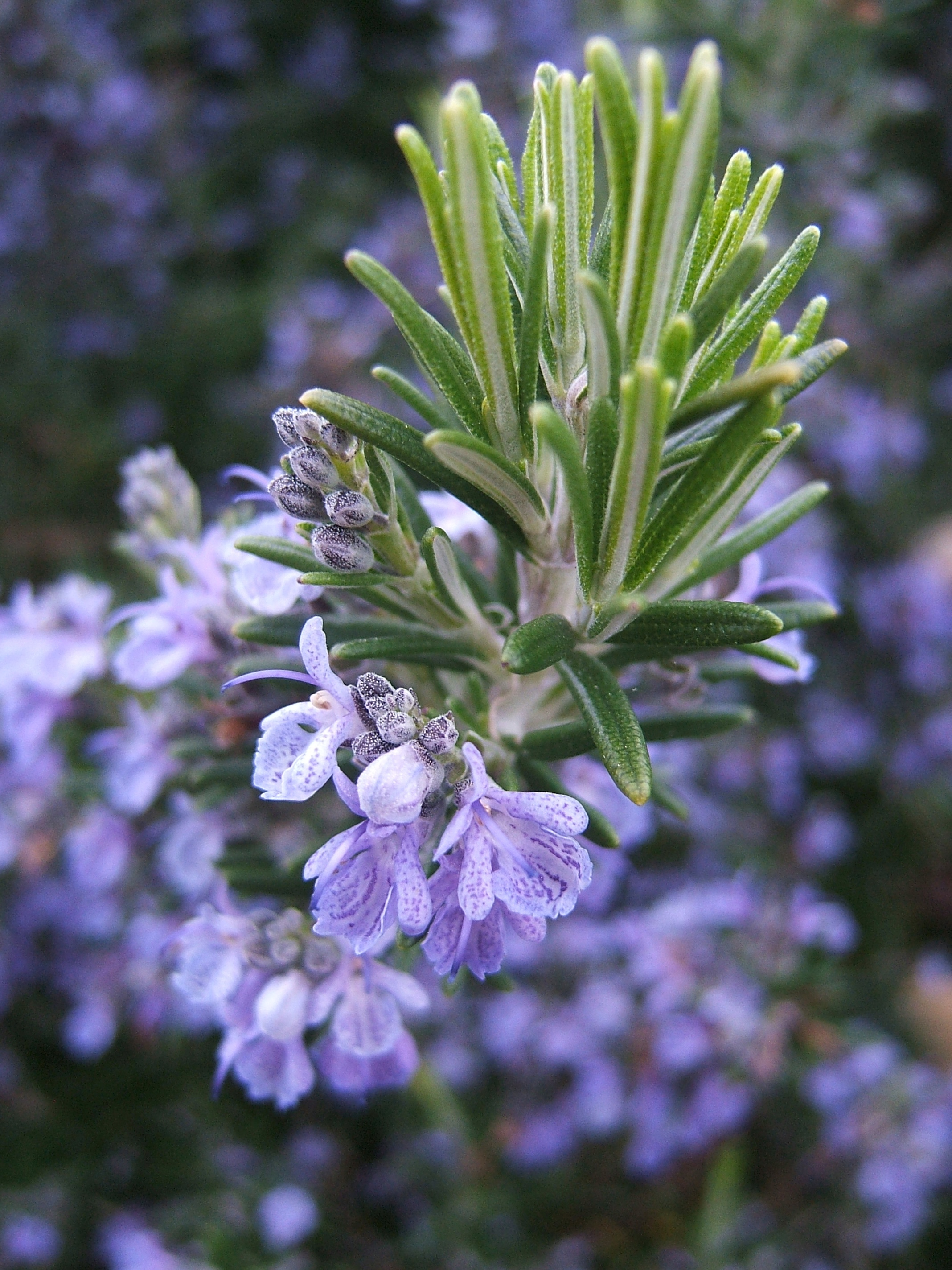
Rozmarýn lékařský z podčeledi Nepetoideae

Hluchavkovité jsou největší čeledí řádu hluchavkotvaré (Lamiales) a celkově šestou největší čeledí krytosemenných rostlin. Jak napovídá jejich alternativní název Labiatae (pyskaté), byly vždy tradičně vnímány jako „přirozená“, charakteristická a snadno rozpoznatelná čeleď. Jako první je ve 30. letech 19. století systematicky uspořádal George Bentham, z něhož prakticky vycházely i další klasifikace; proměňoval se zejména počet podčeledí od dvou (Lamioideae a Nepetoideae) přes 7 až po aktuálních 12, a také vymezení některých rodů. V klasických morfologických systémech byly hluchavkovité specifikovány zejména bylinným habitem, pyskatými květy a gynobazickou čnělkou. Za blízce příbuznou byla považována čeleď sporýšovitých (Verbenaceae), která oproti tomu zahrnovala víceméně dřevnaté zástupce s vrcholovou čnělkou. Do blízkosti hluchavkovitých byly v některých systémech (například Cronquistově) kladeny díky určitým morfologickým příbuznostem též brutnákovité (Boraginaceae).
S nástupem molekulárních fylogenetických metod došlo však v rámci celého řádu hluchavkotvarých k rozsáhlé reorganizaci čeledí i rodů. Bylo zjištěno, že čeleď sporýšovité v klasickém pojetí je parafyletická, zatímco hluchavkovité jsou polyfyletické, a téměř 2/3 rodů (celkem okolo 50) byly přesunuty z čeledi sporýšovitých do hluchavkovitých. V novém pojetí je čeleď sporýšovité charakterizována především hroznovitým květenstvím a řepicovitou korunou, zatímco hluchavkovité mají květenství vrcholičnatá a koruna je trubkovitá a nejčastěji dvoupyská. Do hluchavkovitých byly přesunuty např. rody krásnoplodka (Callicarpa), drmek (Vitex), teka (Tectona) nebo blahokeř (Clerodendrum). Jako sesterská větev hluchavkovitých byla shledána skupina zahrnující čeledi zárazovité (Orobanchaceae), mazusovité (Mazaceae), paulovniovité (Paulowniaceae) a kejklířkovité (Phrymaceae), zatímco sporýšovité sousedí s malou tropickou čeledí Thomandersiaceae. Spolu s několika dalšími, níže odvětvenými čeleděmi (trubačovité, paznehtníkovité, bublinatkovité) tvoří korunní skupinu řádu, nazývanou v literatuře „Core Lamiales“ (jádrové hluchavkotvaré).

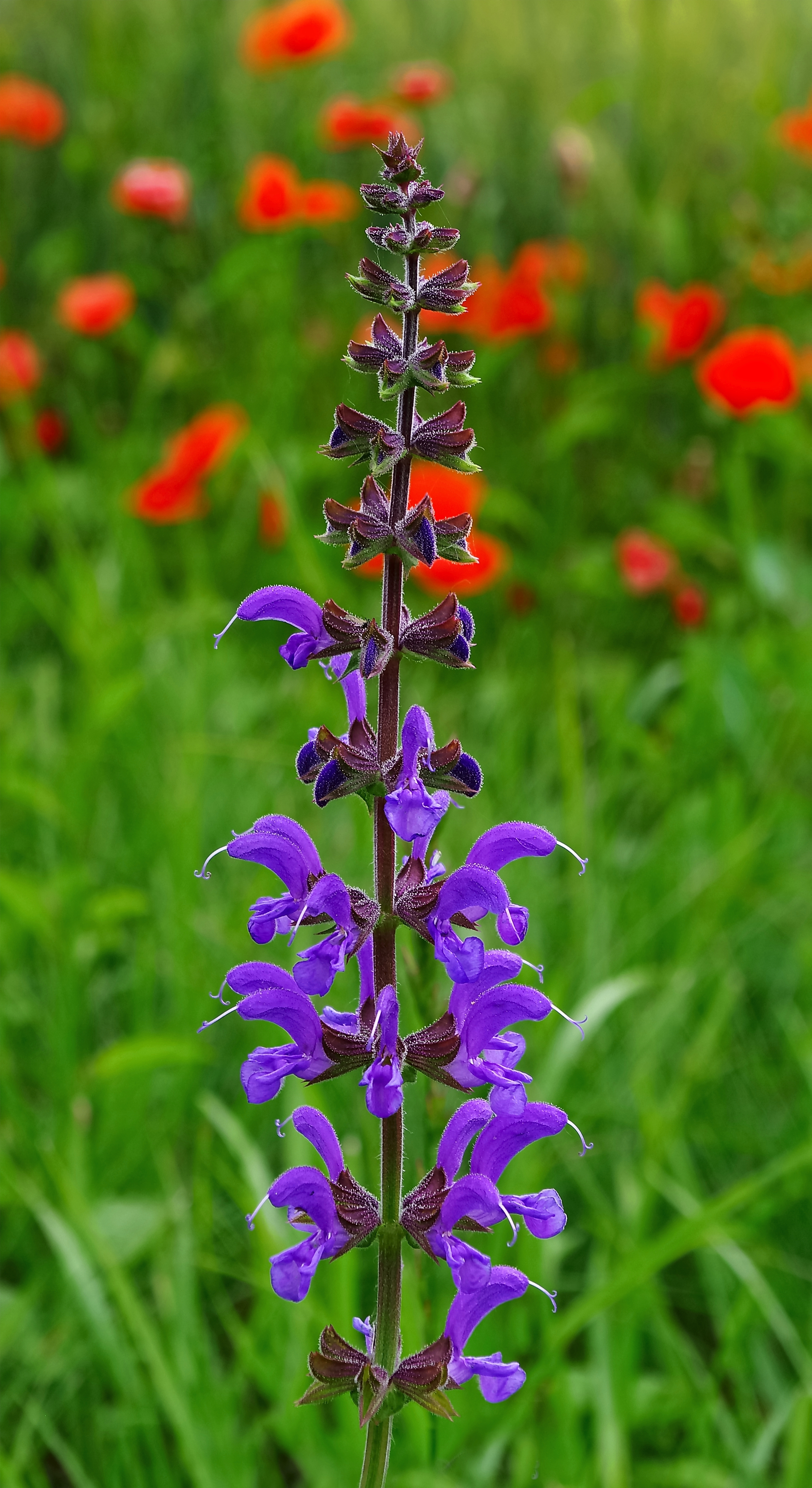
Šalvěj je největším rodem čeledi (na obrázku šalvěj luční)

Čeleď je na základě molekulárních studií z let 2016 a 2017 dále členěna na 12 podčeledí, což bylo potvrzeno i velkou shrnující studií z roku 2021. Další výzkumy bude ještě vyžadovat vymezení některých rodů; mezi problematické patří například rody Clerodendrum, komplex Plectranthus/Coleus nebo Clinopodium a jeho příbuzné rody jako Micromeria nebo Satureja. Střední odhad stáří této čeledi je zhruba 50 milionů let, což by odpovídalo vzniku v období starších třetihor (pozdní paleocén až eocén); diferenciace jednotlivých větví probíhaly vesměs v oligocénu a ze stejného období doby pocházejí i nejstarší identifikované fosilie, staré 28,4 miliony let. Jako areál vzniku čeledi je předpokládána oblast od jižní Číny přes Indomalajskou oblast po Austrálii.

### Systém podčeledí
Uvedeny v tom pořadí, jak se dle molekulárních studií odvětvují z fylogenetického stromu čeledi:
- Prostantheroideae – 317 druhů v 17 rodech (např. prostantera, westringie, Pityrodia aj.); obvykle keře, polokeře či stromy, často aromatické; všechny jsou endemity Austrálie;
- Callicarpoideae – obsahuje pouze rod krásnoplodka (Callicarpa) se zhruba 160 druhy keřů a menších stromů, rozšířených převážně v tropech a subtropech Asie, Austrálie a obou Amerik; společně s předcházející tvoří bazální klad čeledi sesterský ke všem ostatním;
- Nepetoideae – s počtem asi 3600 druhů ve 105–118 rodech největší podčeleď. Kosmopolitní rozšíření, nejvíce v teplejších oblastech obou polokoulí, poněkud méně v Austrálii a na Novém Zélandu. Obvykle byliny, polokeře či keře. Největšími rody jsou šalvěj (Salvia, asi 900 druhů), Plectranthus (asi 300 druhů) a Hyptis (asi 280 druhů). Patří sem většina známých aromatických bylin a léčivek, jako jsou máta, levandule, dobromysl, bazalka, mateřídouška, meduňka a další.
- Viticoideae – v přehodnoceném pojetí pouze 3 rody; vesměs dřeviny, z nichž nejvýznamnější je drmek (Vitex, asi 250 druhů) s pantropickým rozšířením;
- Symphorematoideae – 27 druhů ve 3 rodech (např. kongea); vše dřevnaté liány, pocházející z Indie až jihovýchodní Asie; sesterská větev k předchozí;
- Tectonoideae – obsahuje pouze rod teka (Tectona) se třemi druhy původními v indomalajské oblasti;
- Premnoideae – 3 rody aromatických keřů, stromů a lián, zřídka též byliny; vyskytují se v subtropických a tropických oblastech všech kontinentů včetně Tichomoří; nejvýznamnější rody Premna (200 druhů), Gmelina (30 druhů);
- Ajugoideae – přes 1100 druhů ve 24 rodech, kosmopolitní, zvláště v mírném pásu severní polokoule, v jihovýchodní Asii a v Austrálii; typické květy s redukovaným horním pyskem. Rody zběhovec (Ajuga), ožanka (Teucrium), blahokeř (Clerodendrum), ořechokřídlec (Caryopteris) aj. Byliny nebo keře.
- Peronematoideae – 4 rody keřů, stromů a lián, tropická Asie;
- Scutellarioideae – asi 380 druhů v 5 rodech, byliny nebo keříky. Dominantní rod je šišák (Scutellaria) se zhruba 360 druhy a prakticky kosmopolitním rozšířením, ostatní rody jsou vázány na Afriku a jižní Asii.
- Cymarioideae – pouze 2 rody (Cymaria, Acrymia), tropická jihovýchodní Asie a Indočína, keře a polokeře;
- Lamioideae – asi 1260 druhů v 63 rodech. V zásadě kosmopolitní, převážně však v Africe a Eurasii; v Novém světě se vyskytuje pouze 70 druhů v 6 rodech.[28] Největší rody jsou čistec (Stachys, asi 300 druhů) a hojník (Sideritis, asi 140 druhů), z dalších významných sem patří rody hluchavka (Lamium), měrnice (Ballota), srdečník (Leonurus), sápa (Phlomis), pačule (Pogostemon), leukas (Leucas) nebo konopice (Galeopsis). Zhruba třetina rodů je monotypických, tj. obsahujících po jednom druhu.

## Význam

### Potravinářství

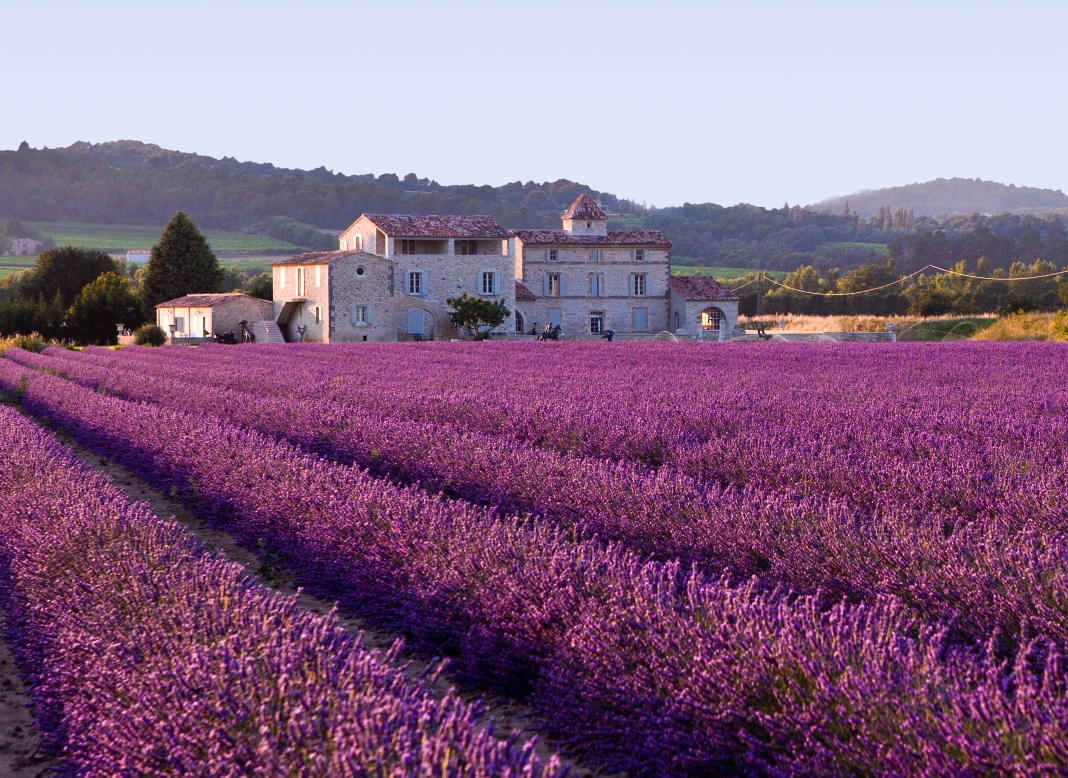
Levandulové pole v Provence

Mnohé aromatické druhy hluchavkovitých se používají jako koření: bazalka, tymián, oregáno, majoránka, saturejka, rozmarýn, šalvěj aj., některými se dochucují likéry, vermuty a vína. Podzemní hlízy některých druhů čistce (např. čistec hlíznatý nebo bahenní) jsou jedlé a vhodné i pro diabetiky. Pojídají se syrové, ale též pečené, vařené nebo naložené. Pro hlízy jsou v tropech pěstovány i některé asijské a africké druhy rodu Plectranthus, např. Plectranthus edulis, Plectranthus rotundifolius a Plectranthus esculentus. Nať molice Plectranthus amboinicus nebo perily křovité je v jihovýchodní Asii pojídána jako zelenina, jinde se do jarních salátů přidávají čerstvé listy popence obecného; listy bazalky jsou neodmyslitelnou součástí italského pesta. Jedlé plody mají některé jihoamerické a africké druhy rodu drmek. Semena některých druhů šalvějí, především šalvěje hispánské, jsou výživnou potravinou známou jako chia.
Převážná část hluchavkovitých rostlin poskytuje svou produkcí nektaru dobrou pastvu včelám a v případě kulturního pěstování většího množství rostlin patří k významným zdrojům medu. V některých oblastech světa jsou produkovány i čisté druhové medy, patřící k oblíbeným lokálním artiklům, jako šalvějový med z Kréty a Kalifornie, levandulový z jižní Francie, mateřídouškový a majoránkový z řeckého regionu Hyméttos, rozmarýnový ze Španělska nebo mátový ze severozápadu Severní Ameriky. V českých zemích se v minulosti stáčel též med čistcový.

### Silice a další suroviny

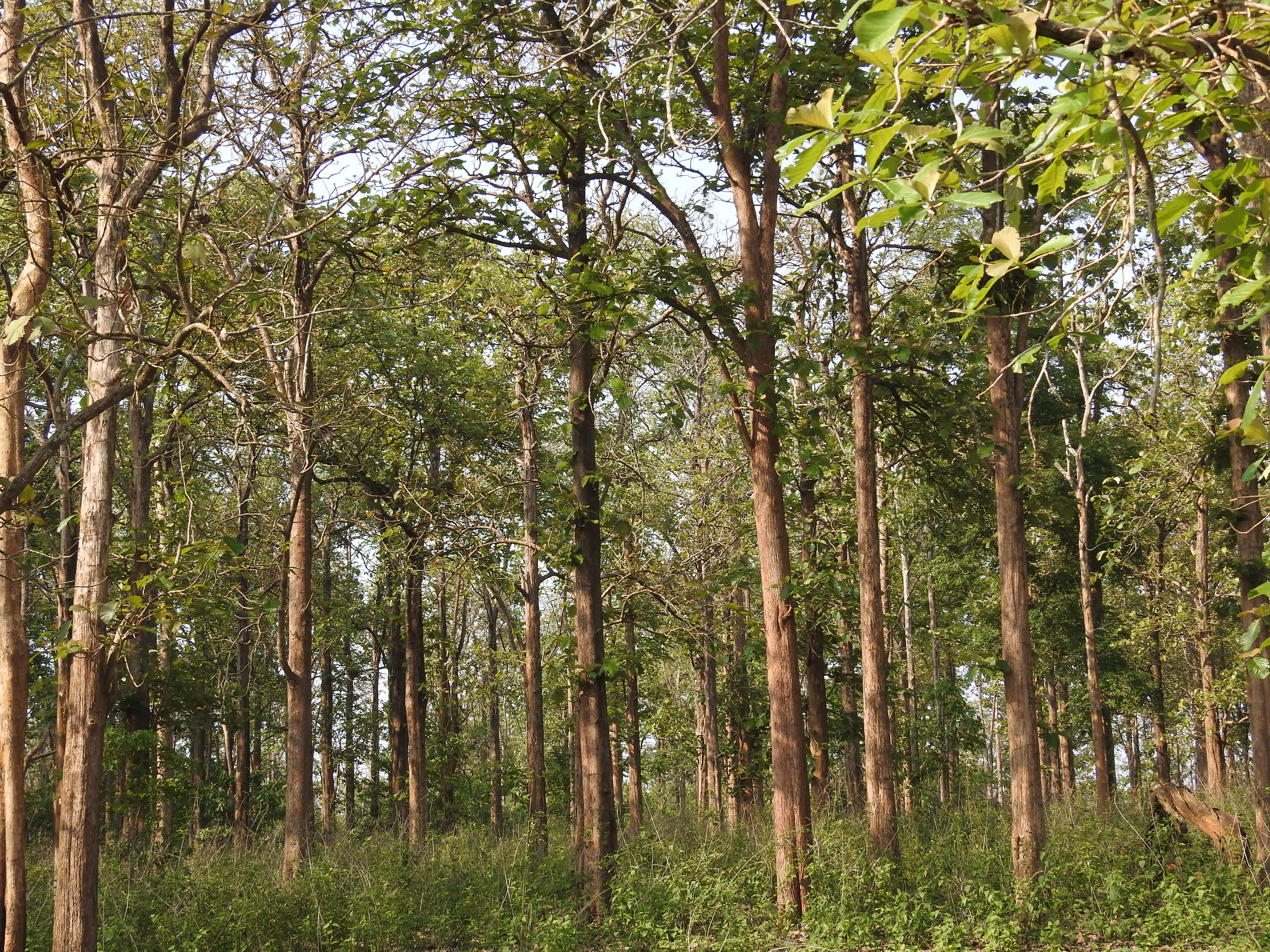
Plantáž teakového dřeva v Indii

Rostliny z této čeledi jsou jedním z nejvýznamnějších zdrojů aromatických silic. Průmyslově jsou silice získávány zejména z levandule lékařské (Lavandula angustifolia) a jejích kříženců (taková se nazývá lavandin), z různých druhů a kultivarů máty (ostřeji chutnající „peprmint“ obsahující množství chladivého mentholu nebo jemnější, sladší „spearmint“ obsahující karvon), dále z mateřídoušky, rozmarýnu, meduňky nebo různých druhů šalvěje, především lékařské a muškátové. Mají široké využití v parfumerii a v kosmetice (voňavky, kolínské vody, zubní pasty, mýdla, ústní vody), v aromaterapii, při přípravě vonných přípravků pro použití v domácnosti (aromatizované ubrousky, vonné tyčinky, repelentní směsi) nebo v potravinářském průmyslu jako příchuť žvýkaček, bonbónů a různých cukrovinek. Silice z indické rostliny pačule obecné (Pogostemon cablin) má silné antiseptické, hojivé a sedativní účinky, její výrazná, těžká, balzámově dřevitá vůně je základem mnoha světových parfémů, bývá též pálena jako kadidlo.
Teka obrovská (Tectona grandis) je strom pěstovaný a těžený v tropech celého světa pro kvalitní dřevo zvané teak, které se využívá v nábytkářství nebo k výrobě hudebních nástrojů; borka a listy této všestranné dřeviny jsou zdrojem červeného barviva. Rychle rostoucí asijský strom Gmelina arborea je pěstován pro palivové dříví, k výrobě nábytku i celulózy, dřevo vlhkomilného afro-asijského stromu Premna serratifolia je lehké, tvrdé, trvanlivé a příjemně aromatické. Pro kvalitní tvrdé a trvanlivé dřevo využitelné mimo jiné při konstrukcích, stavbě domů a lodí se těží rovněž vícero druhů drmku, např. novoguinejský Vitex cofassus, jenž je významným vývozním artiklem této země.
Ze semen asijské byliny olejničky (Lallemantia iberica) se získává kvalitní vysýchavý olej, využívaný pro technické i potravinářské účely. Alelopaticky působící esenciální oleje hluchavkovitých jsou zkoumány jako možný zdroj ekologických přípravků na potlačení plevelů.

### Okrasné rostliny

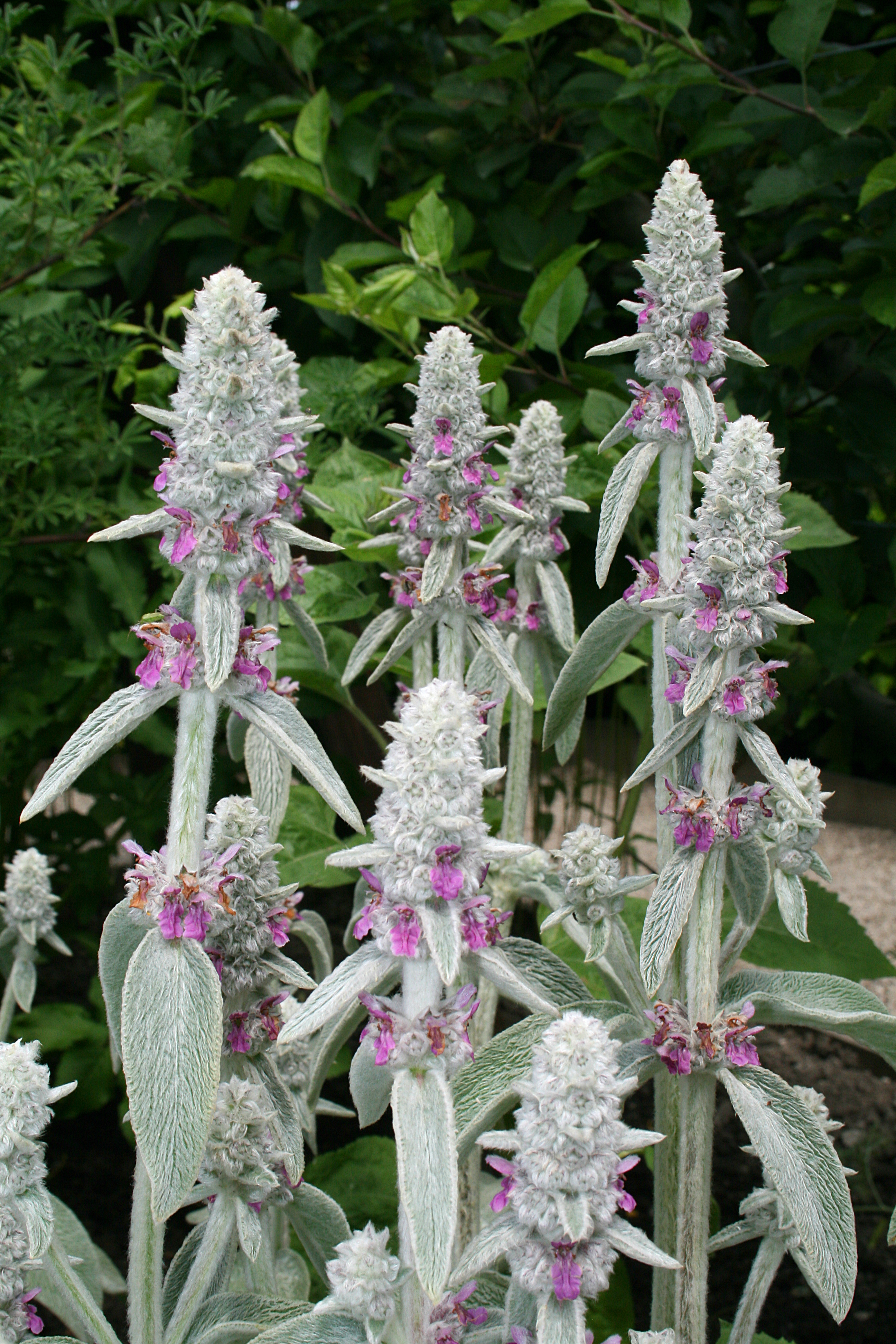
Čistec vlnatý (Stachys byzantina) je běžně rozšířenou okrasnou rostlinou

Atraktivní květy hluchavkovitých předurčují mnohé z jejich druhů k pěstování jako okrasné rostliny; do zahrad obvykle lákají i množství opylujícího hmyzu. V českých podmínkách jsou jako letničky nebo trvalky pěstovány zejména různé druhy šalvějí, čistců, levandule, mateřídoušky či šanty, méně často pak zástupci rodů sápa, agastache, zavinutka, klasnatka, včelník, řetězovka (Physostegia), Holmskioldia a jiné. Z dřevin je zejména v městské zeleni poměrně běžně vidět perovskie lebedolistá či ořechokřídlec clandonský, vzácně je pěstována krásnoplodka, blahokeř trojmý (Clerodendrum trichotomum) nebo drmek čínský (Vitex negundo). Oblíbenou pokojovou rostlinou je molice (Plectranthus) v mnoha různých varietách okrasných s barevně panašovanými listy (tzv. africké kopřivy) nebo aromatických, prodávaných pod komerčními názvy jako rýmovník, chřipkovník, migrénovník a podobně.

### Léčivé rostliny

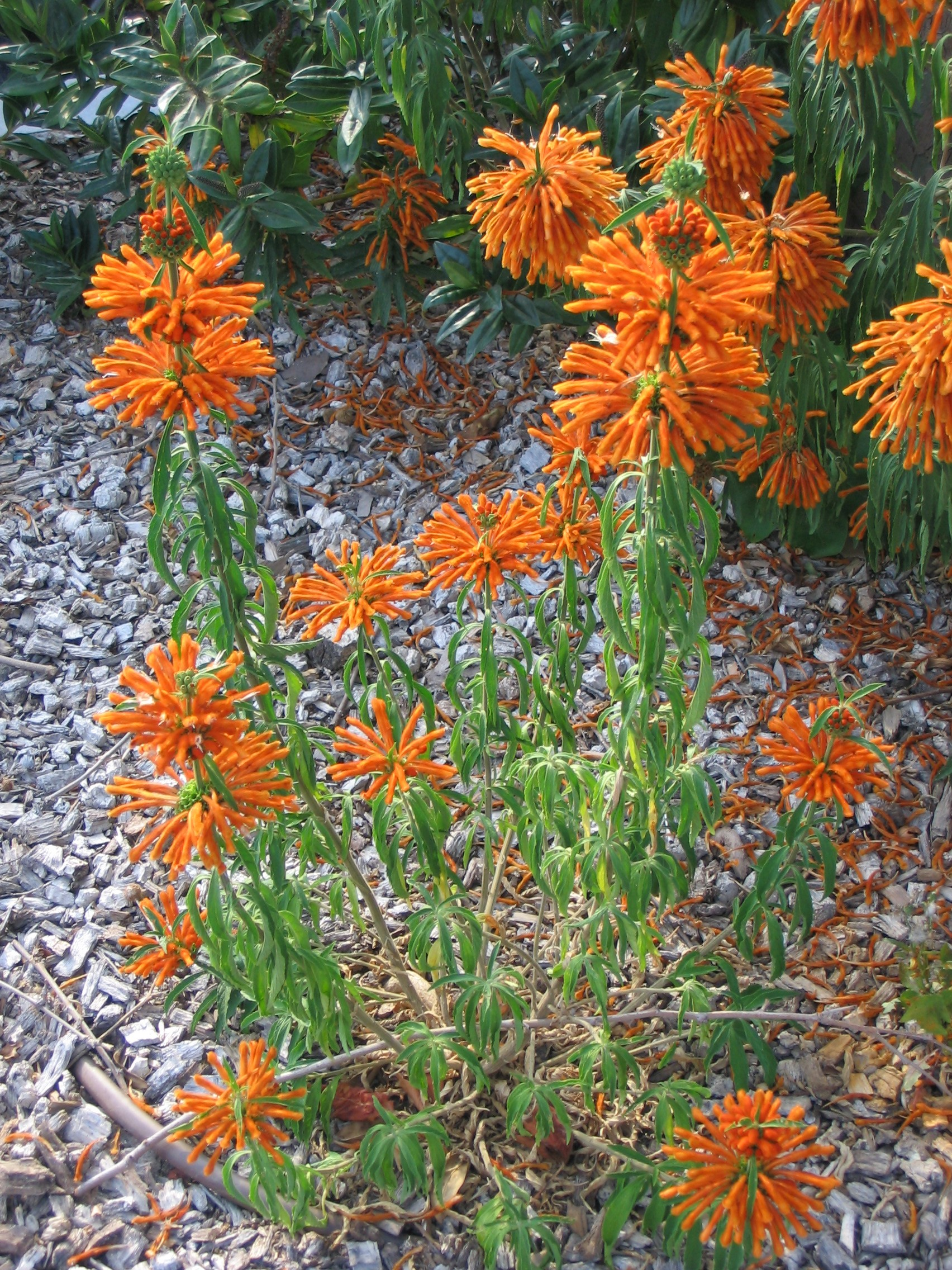
Lvoušek oranžový (Leonotis leonurus)

Mezi hluchavkovitými je velmi mnoho léčivých rostlin, využívaných a kulturně pěstovaných již od starověku. Záhony rozmarýnu, šalvěje, tymiánu nebo yzopu tvořily nedílnou součást středověkých klášterních zahrad; velmi oblíbené jsou v lidovém léčitelství po celém světě. Díky obsahu silic a hořčin mnohé působí antibakteriálně, antioxidačně, protizánětlivě a antisepticky. V evropské lidové medicíně je využívána zejména mateřídouška a tymián proti kašli a zahlenění, máta, dobromysl obecná, bazalka pravá, šalvěj lékařská či meduňka proti zažívacím a žaludečním potížím a nadýmání, rozmarýn lékařský a jablečník obecný na podporu vylučování žluči. Meduňka lékařská, levandule lékařská nebo karbinec evropský mají sedativní účinky, lze je užívat pro zklidnění při nervovém vypětí a pro navození dobrého spánku. Užívají se ve formě čajů, stejně jako k dezinfekčním a posilujícím bylinným koupelím, jako kloktadla, k inhalacím nebo zevním obkladům.
Srdečník obecný byl dříve hojně užíván jako sedativum, kardiotonikum a proti angině pectoris; jablečník obecný má též účinky podobné chininu. Řidčeji se používá polej obecná nebo pěstovaný šišák bajkalský. Květy a listy keře Hoslundia opposita jsou v rovníkové Africe a na Madagaskaru využívány při léčení kožních onemocnění. Odvar z mladých výhonků trubkovce Orthosiphon aristatus je silné diuretikum a je v tropických zemích používán při těžkých ledvinových onemocněních a ledvinových kamenech.

### Kulturní význam a symbolika

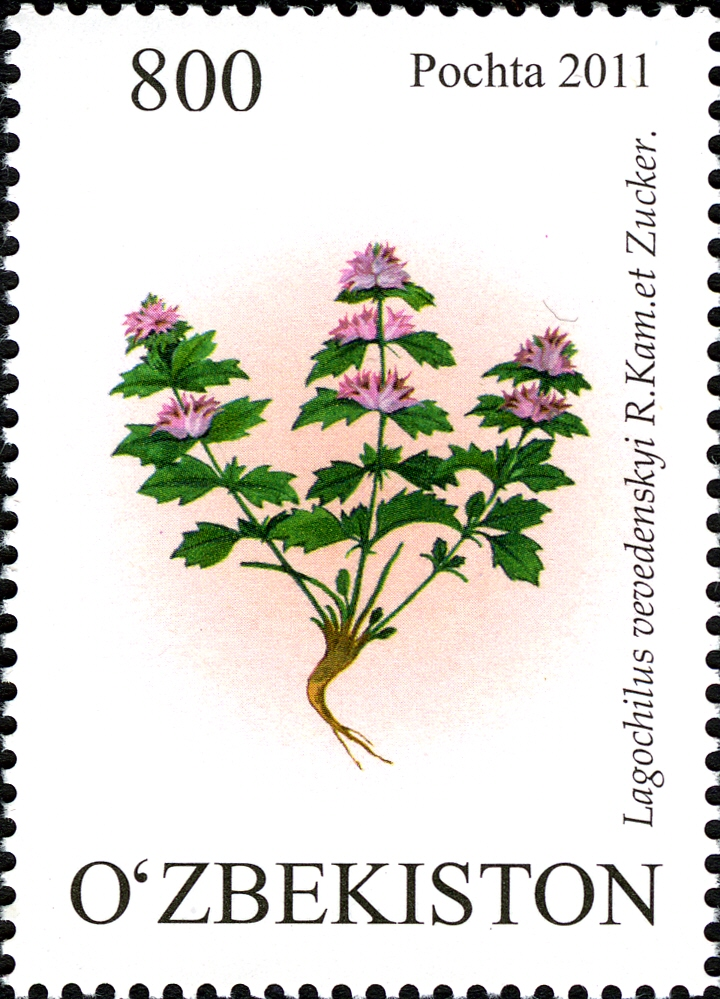
Hluchavkovitá rostlina z rodu Lagochilus na poštovní známce Uzbekistánu

Šalvěj divotvorná (Salvia divinorum) je halucinogenní rostlina pocházející z Mexika, jejíž žvýkání bylo součástí rituálních obřadů u indiánského kmene Mazatéků po tisíciletí. Halucinogenní účinky má i bylina lvoušek oranžový (Leonotis leonurus), kterou kouří domorodci v jihoafrické oblasti Nama, k dalším psychoaktivním rostlinám této čeledi patří šanta kočičí nebo některé druhy srdečníku, známé jako „marihuanilla“. Tradované psychoaktivní účinky pochvatce šišákovitého (Plectranthus scutellarioides, syn. Coleus blumei) nebyly dosud uspokojivě prokázány. Významnou roli v rituálním a náboženském životě hrají různé druhy bazalek a šalvějí: bazalka posvátná (Tulsi) je v hinduismu uctívána jako vtělení (avatár) bohyně Lakšmí a dalších božstev, vyrábějí se z ní mimo jiné ochranné růžence; podobně je uctívána bazalka Ocimum gratissimum, která se v Indonésii používá také k rituálnímu omývání zemřelých a pěstuje se na hřbitovech. V Mexiku, Střední a Jižní Americe jsou mnohé druhy šalvějí využívány k tradičnímu magickému léčení prostřednictvím léčitelů zvaných curanderos, další patřily k posvátným rostlinám Inků a příbuzných indiánských etnik již v předkolumbovských dobách a jejich kult byl posléze převeden i do křesťanských rituálů Velikonoc či Božího těla. Šalvěj bílá a šalvěj bělolistá měly bohaté ceremoniální využití u původních národů v Kalifornii, především jako vykuřovadlo při rituálech očisty, obětování a požehnání.
V evropské kulturní tradici byl už od antiky rozmarýn symbolem lásky a manželské věrnosti a rostlinou chránící před zlem; snítka rozmarýnu se někdy nosí na svatebním oděvu místo myrty. Oblíbeným symbolem mateřské lásky je mateřídouška. Obě rostliny bývají spojovány s Pannou Marií, často se objevují jak v lidové slovesnosti mnoha národů, tak v literatuře (v Česku např. Jaroslav Seifert, Karel Jaromír Erben). Máta je v řeckých mýtech spojována s nymfou Minthé, milenkou boha podsvětí Háda, proměněnou ze žárlivosti v bylinu; ta byla proto používána při pohřebních rituálech. Posvátnou rostlinou bohyní chránících cudnost a manželskou věrnost byl ve Středomoří drmek obecný (Vitex agnus-castus); ve středověkých klášterech byly větévky drmku kladeny pod nohy přicházejícím novicům na znamení oproštěnosti od tělesné touhy.

## Galerie

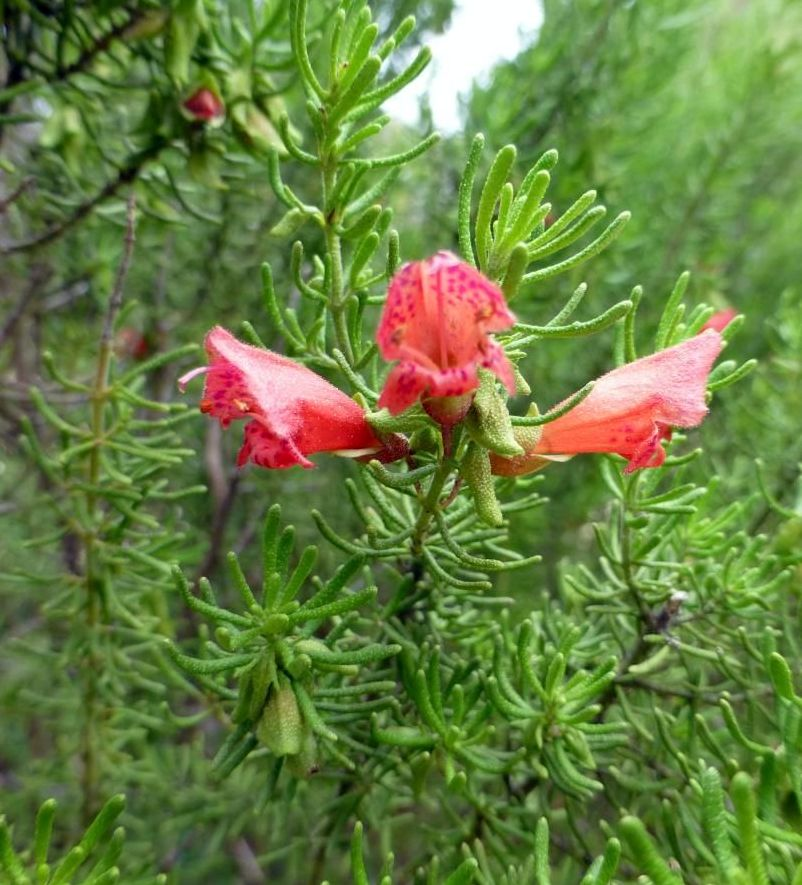
Podčeleď Prostrantheroideae: Prostantera aspalathoides
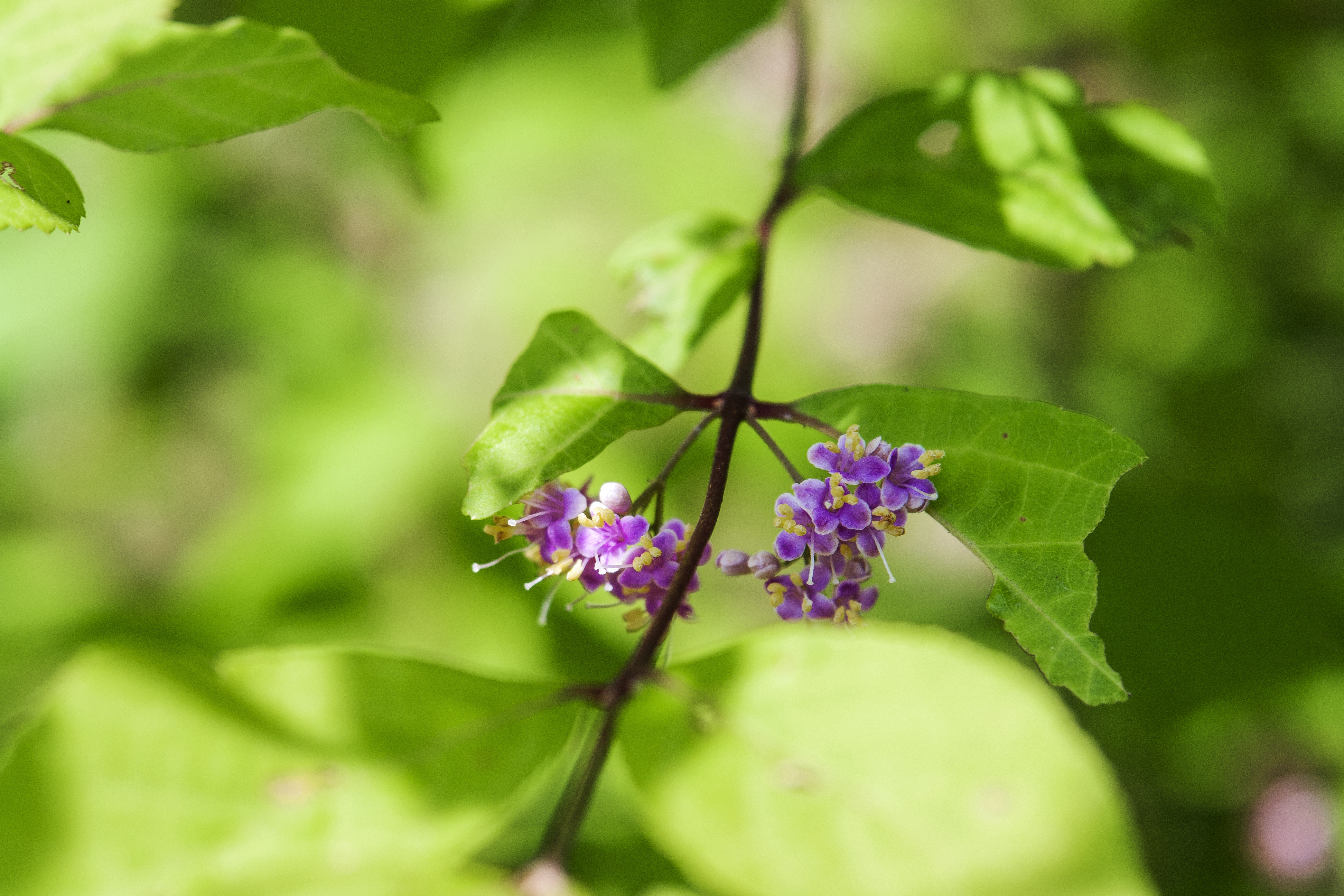
Podčeleď Callicarpoideae: kvetoucí krásnoplodka Callicarpa japonica
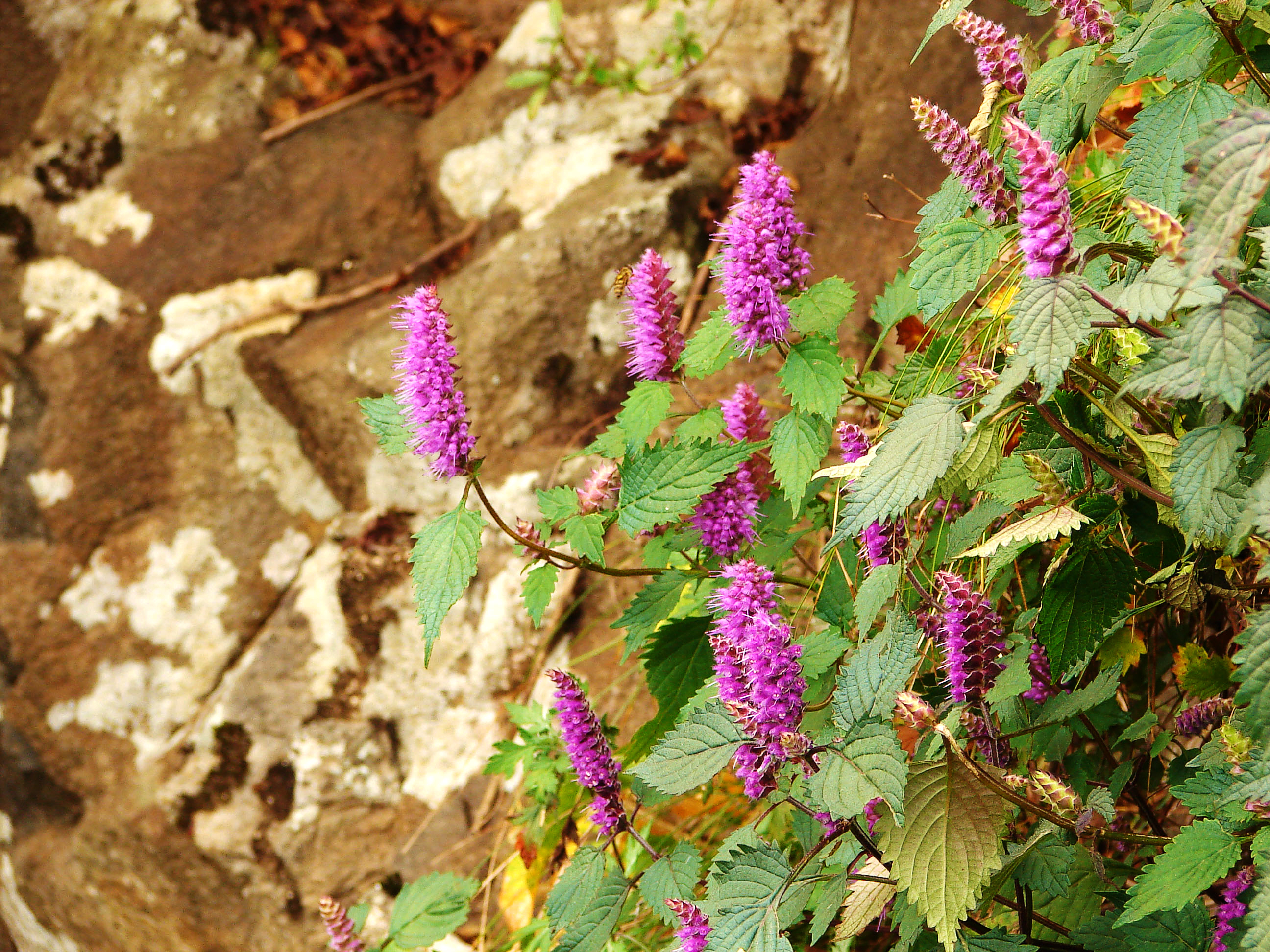
Podčeleď Nepetoideae: Elsholtzia splendens
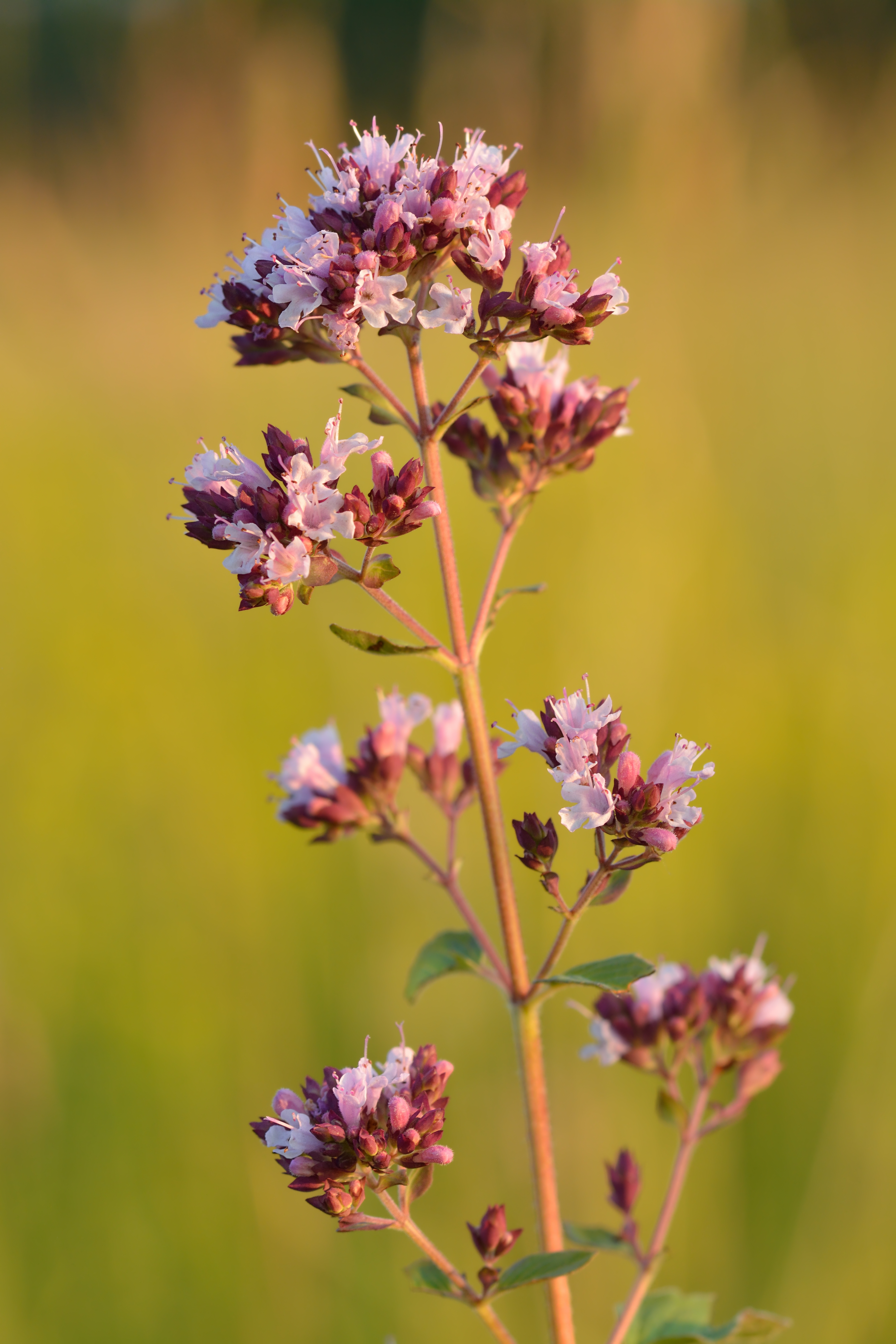
Podčeleď Nepetoideae: dobromysl obecná (Origanum vulgare)
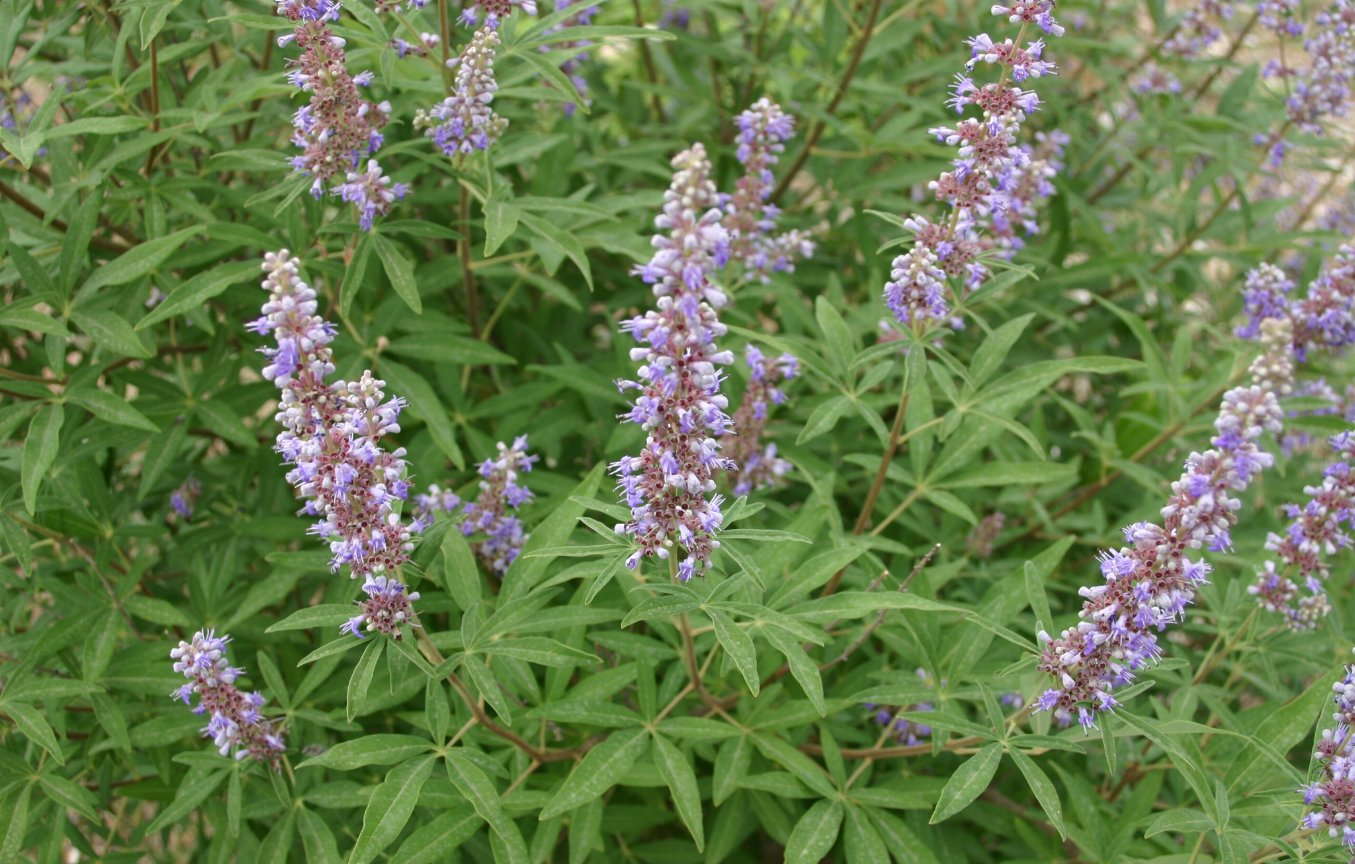
Podčeleď Viticoideae: drmek (Vitex agnus-castus)
Podčeleď Symphorematoideae: Congea tomentosa s výraznými listeny pod květenstvím
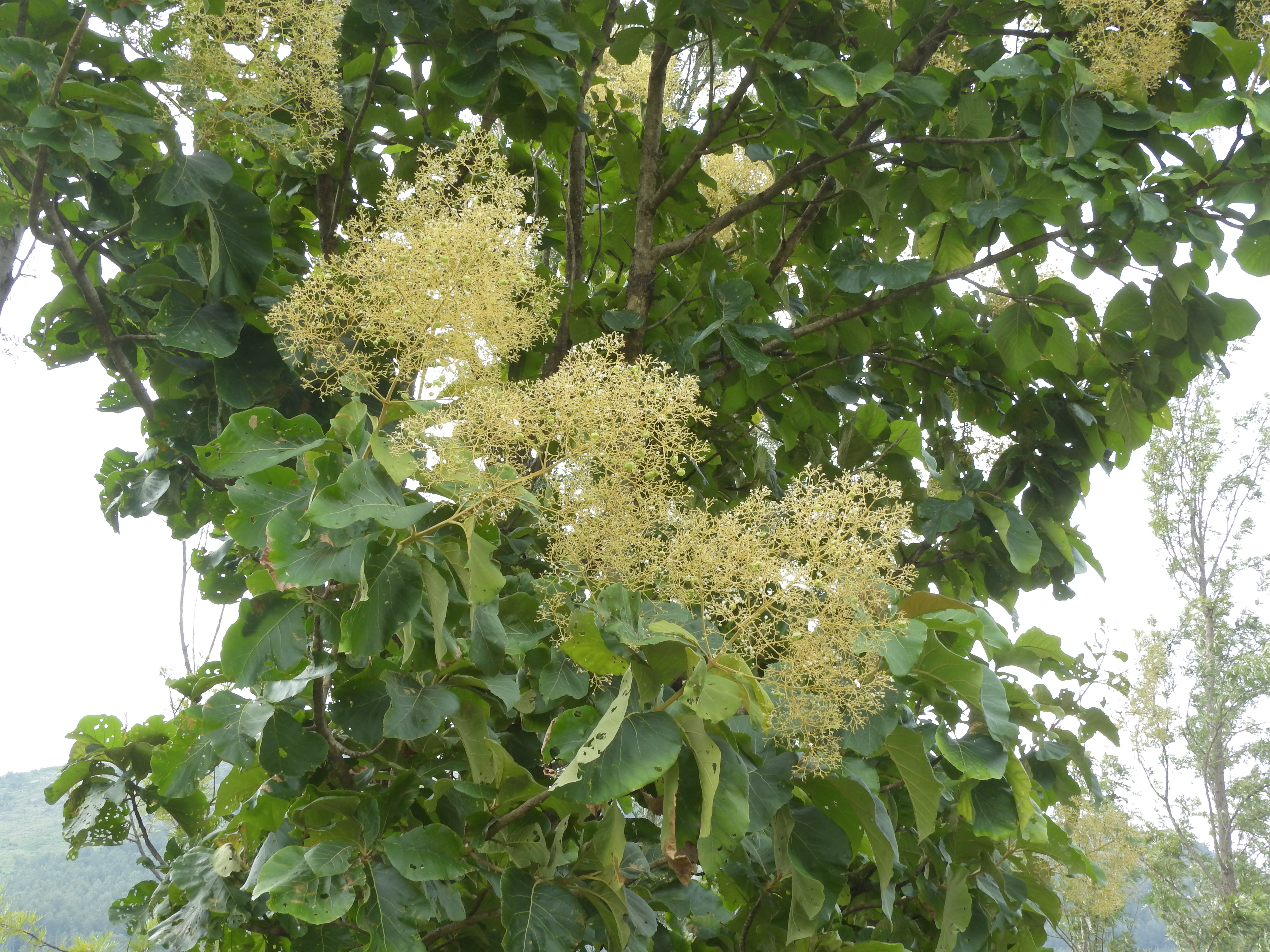
Teka obrovská (Tectona grandis)
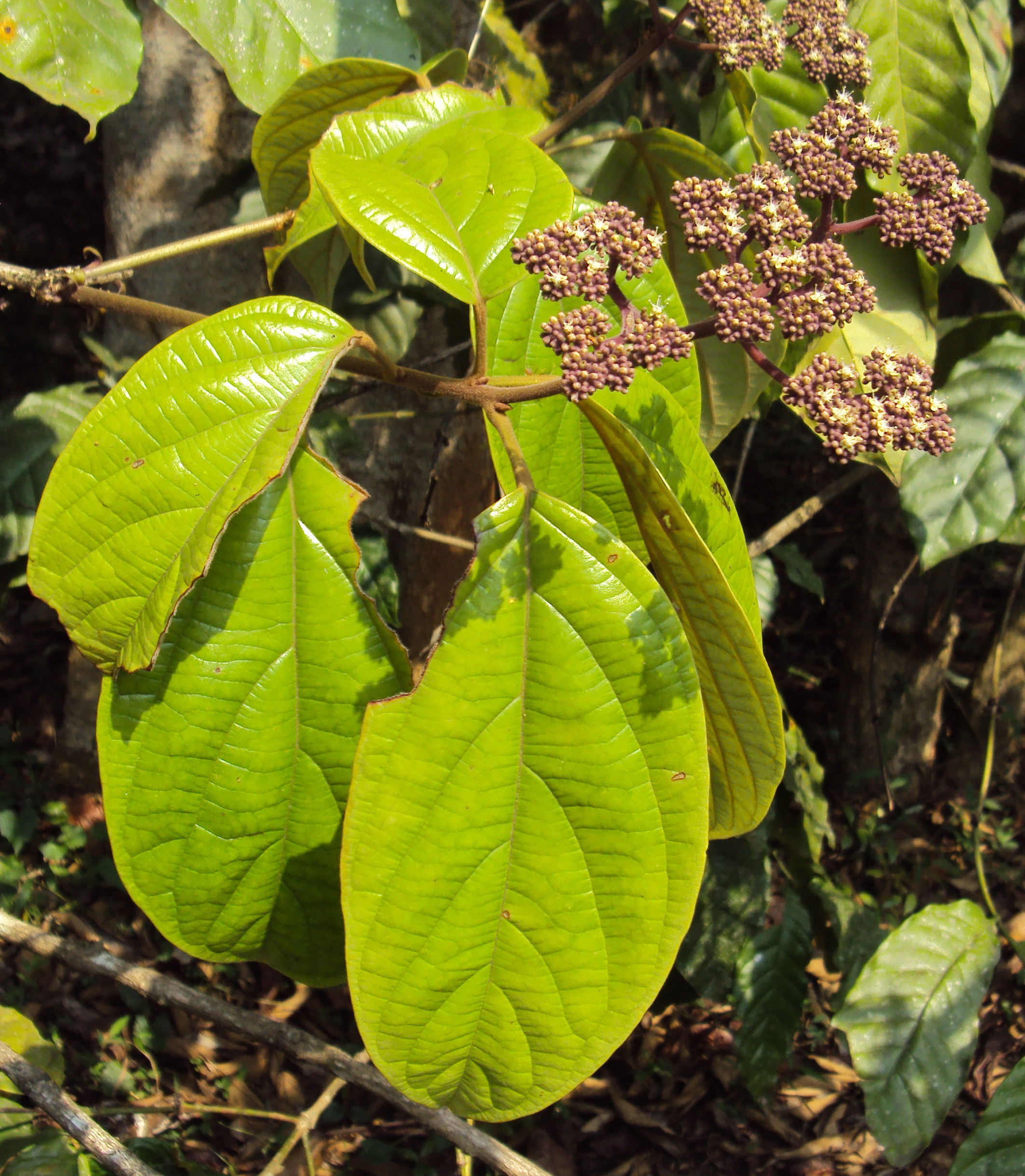
Podčeleď Premnoideae: Premna coriacea
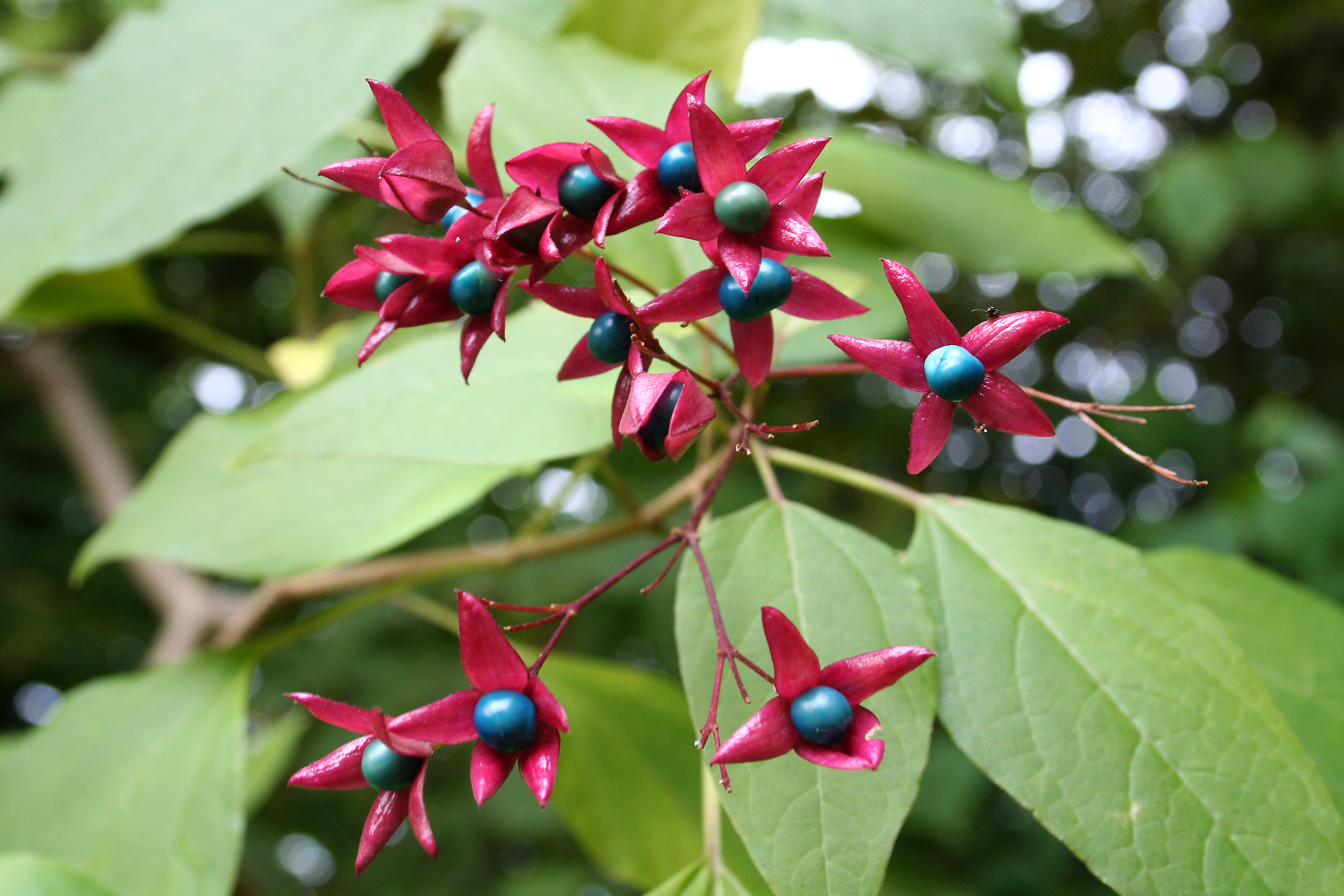
Počeleď Ajugoideae: plody blahokeře trojmého (Clerodendrum trichotomum)
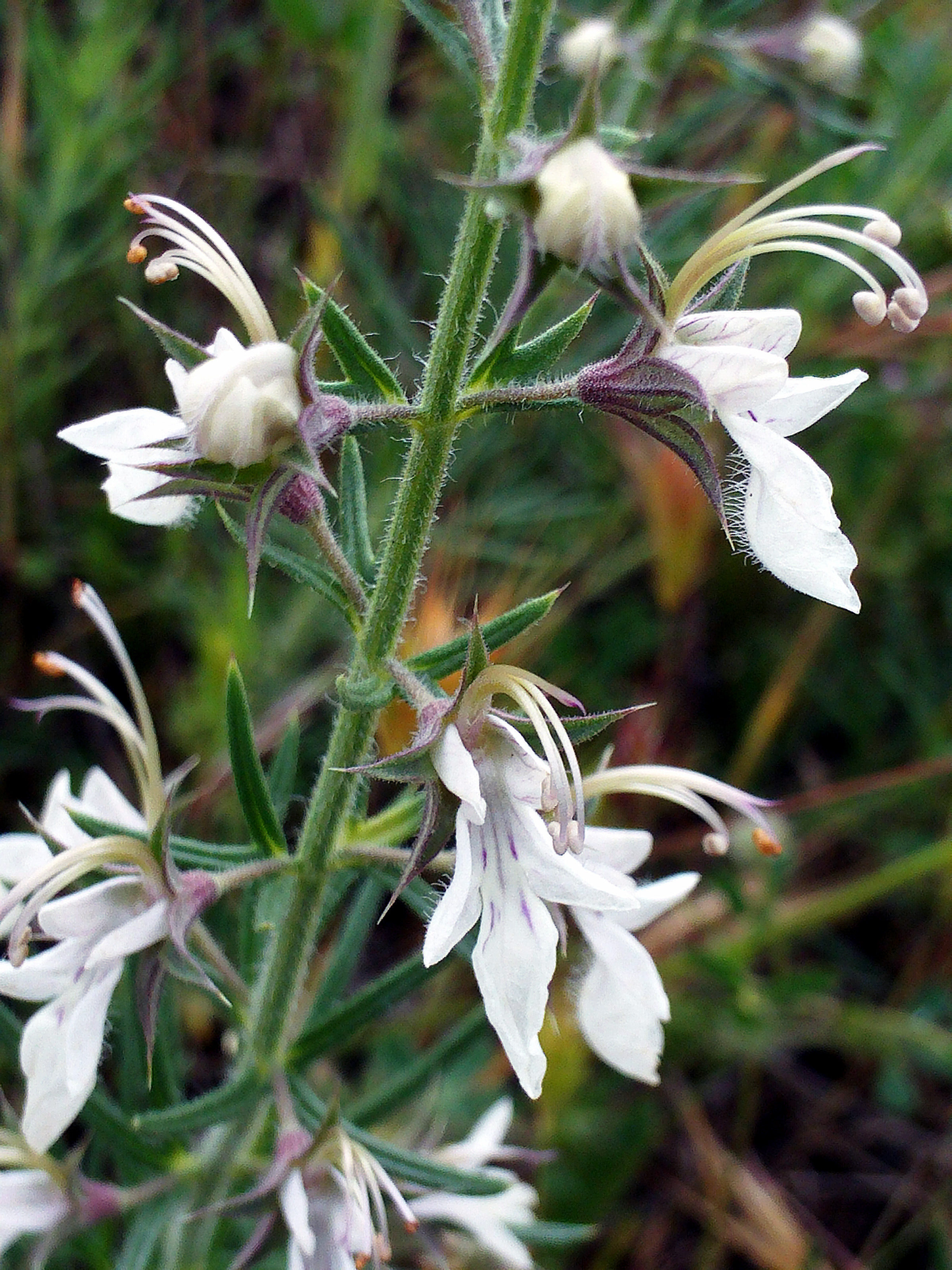
Počeleď Ajugoideae: ožanka Teucrium pseudochamaepitys
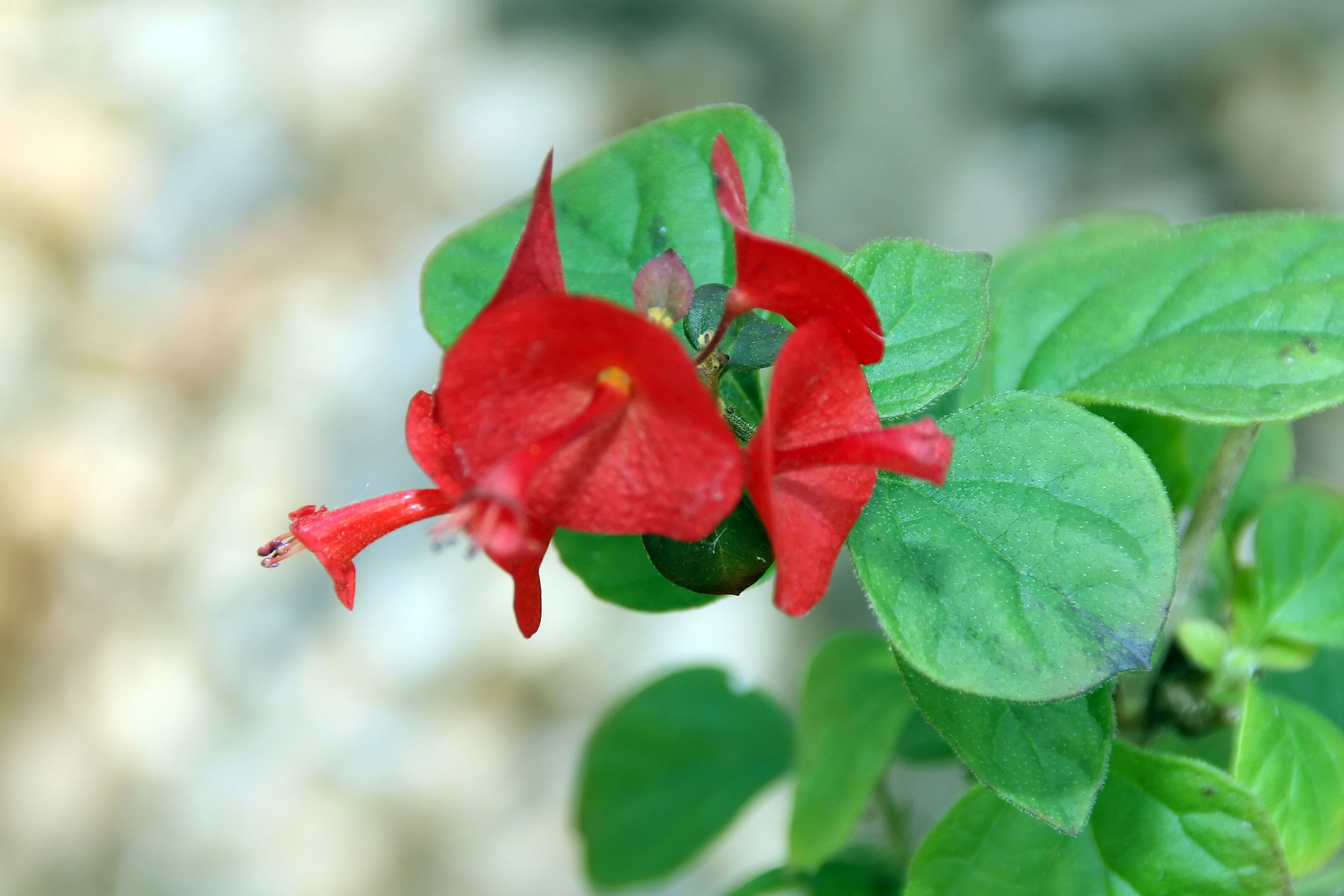
Počeleď Scutellarioideae: Holmskioldia sanguinea
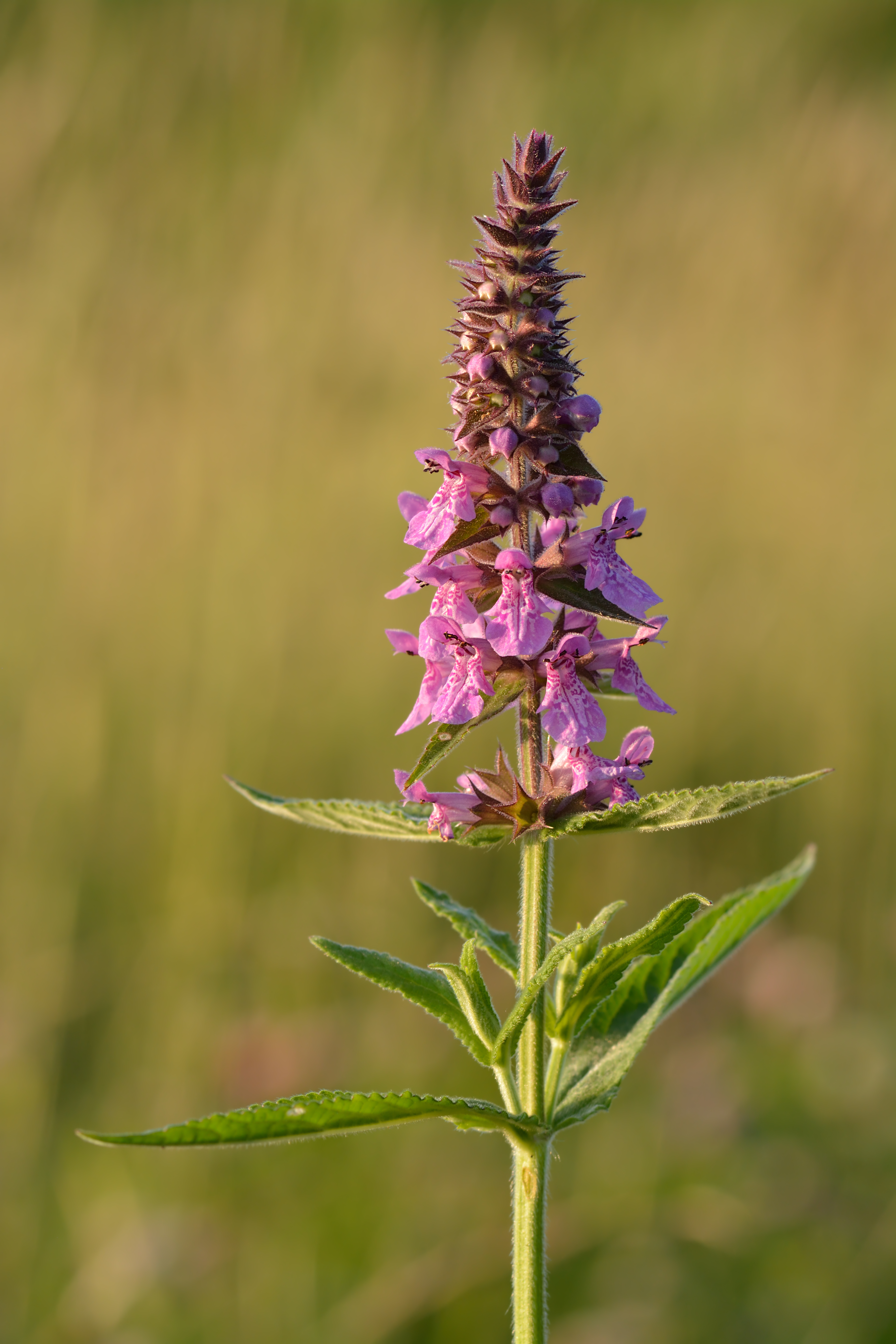
Podčeleď Lamioideae: čistec bahenní (Stachys palustris)
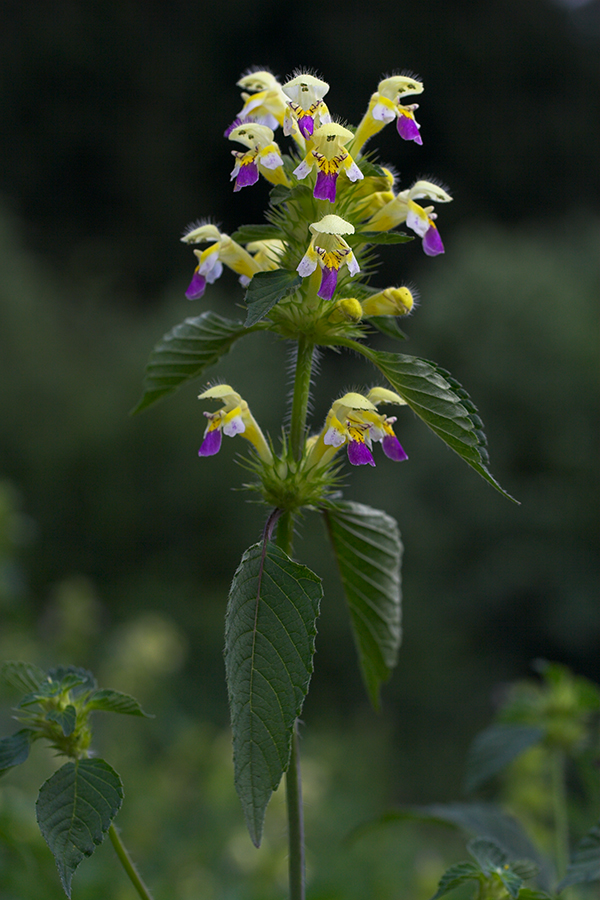
Podčeleď Lamioideae: konopice sličná (Galeopsis speciosa)
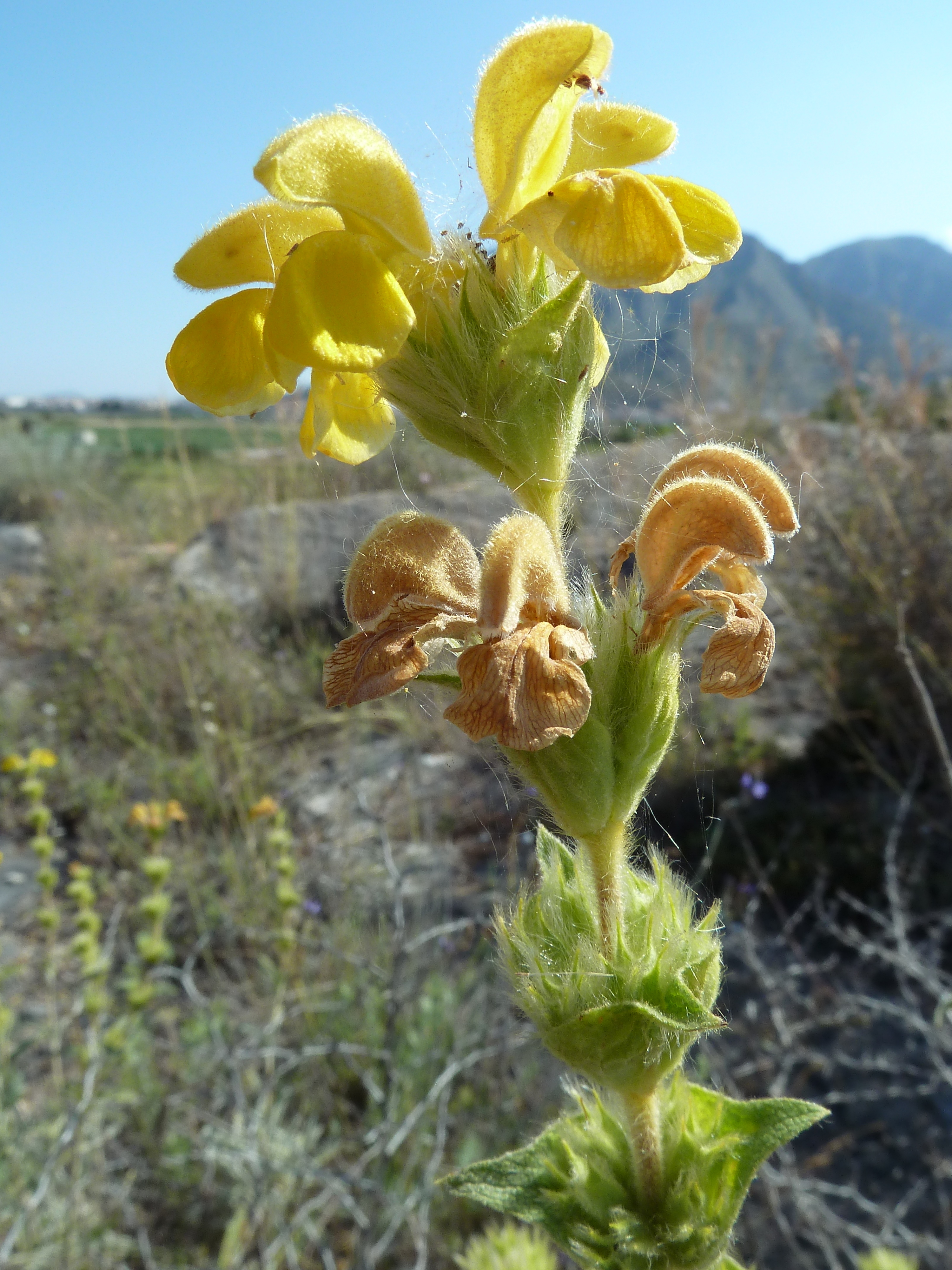
Podčeleď Lamioideae: sápa (Phlomis crinita)

## Zástupci
- agastache (Agastache)
- bazalka (Ocimum)
- blahokeř (Clerodendrum)
- brvitec (Pogostemon)
- bukvice (Betonica)
- buřina (Chaiturus)
- cedronela (Cedronella)
- černohlávek (Prunella)
- čistec (Stachys)
- dobromysl (Origanum)
- drmek (Vitex)
- gmelina (Gmelina)
- hluchavka (Lamium)
- hojník (Sideritis)
- hoslundie (Hoslundia)
- jablečník (Marrubium)
- karbinec (Lycopus)
- klasnatka (Elsholtzia)
- klinopád (Clinopodium)
- kolinsonie (Collinsonia)
- kongea (Congea)
- konopice (Galeopsis)
- krásnoplodka (Callicarpa)
- levandule (Lavandula)
- lvoušek (Leonotis)
- marulka (Calamintha)
- máta (Mentha)
- mateřídouška (Thymus)
- medovník (Melittis)
- meduňka (Melissa)
- medůvka (Anisomeles)
- měrnice (Ballota)
- mikromerie (Micromeria)
- molice (Plectranthus)
- molučenka (Moluccella)
- olejnička (Lallemantia)
- ořechokřídlec (Caryopteris)
- ožanka (Teucrium)
- pamětník (Acinos, syn. Clinopodium)
- perila (Perilla)
- perovskie (Perovskia)
- pitulník (Galeobdolon)
- pityrodie (Pityrodia)
- pochvatec (Solenostemon)
- polej (Pulegium, syn. Mentha)
- popenec (Glechoma)
- premna (Premna)
- prostantera (Prostanthera)
- pyknantemum (Pycnanthemum)
- pyskatec (Prasium)
- rozmarýn (Rosmarinus)
- řetězovka (Physostegia)
- sápa (Phlomis)
- saturejka (Satureja)
- srdečník (Leonurus)
- šalvěj (Salvia)
- šalvějka (Horminum)
- šanta (Nepeta)
- šišák (Scutellaria)
- teka (Tectona)
- tetradenie (Tetradenia)
- trubkovec (Orthosiphon)
- včelník (Dracocephalum)
- westringie (Westringia)
- yzop (Hyssopus)
- zavinutka (Monarda)
- zběhovec (Ajuga)

### Abecední seznam rodů
Acanthomintha,
Acanthoprasium,
Achyrospermum,
Acrotome,
Acrymia,
Aegiphila,
Aeollanthus,
Agastache,
Ajuga,
Ajugoides,
Alvesia,
Amasonia,
Amethystea,
Anisochilus,
Anisomeles,
Asterohyptis,
Ballota,
Basilicum,
Benguellia,
Betonica,
Blephilia,
Brachysola,
Brazoria,
Bystropogon,
Callicarpa,
Cantinoa,
Capitanopsis,
Caryopteris,
Catoferia,
Cedronella,
Chaiturus,
Chamaesphacos,
Chelonopsis,
Chloanthes,
Cleonia,
Clerodendrum,
Clinopodium (včetně Acinos, Calamintha a Drymosiphon)
Colebrookea,
Coleus,
Collinsonia,
Colquhounia,
Comanthosphace,
Condea,
Congea,
Conradina,
Cornutia,
Craniotome,
Cuminia,
Cunila,
Cyanocephalus,
Cyanostegia,
Cyclotrichium,
Cymaria,
Dasymalla,
Dauphinea,
Dicerandra,
Dicrastylis,
Discretitheca,
Dracocephalum,
Drepanocaryum,
Elsholtzia,
Endostemon,
Eplingiella,
Equilabium,
Eriope,
Eriophyton,
Eriopidion,
Eriothymus,
Eurysolen,
Fuerstia,
Galeopsis,
Garrettia,
Glechoma,
Glechon,
Glossocarya,
Gmelina,
Gomphostemma,
Gontscharovia,
Gymneia,
Hanceola,
Haplostachys,
Haumaniastrum,
Hedeoma,
Hemiandra,
Hemigenia,
Hemiphora,
Hesperozygis,
Heterolamium,
Hoehnea,
Holmskioldia,
Holocheila,
Horminum,
Hosea,
Hoslundia,
Hymenocrater,
Hymenopyramis,
Hypenia,
Hypogomphia,
Hyptidendron,
Hyptis,
Hyssopus,
Isodon,
Isoleucas,
Kalaharia,
Karomia,
Killickia,
Kudrjaschevia,
Kurzamra,
Lachnostachys,
Lagochilus,
Lagopsis,
Lallemantia,
Lamium (včetně Galeobdolon),
Lavandula,
Leonotis,
Leonurus,
Lepechinia,
Leptohyptis,
Leucas,
Leucosceptrum,
Lophanthus,
Loxocalyx,
Lycopus,
Macbridea,
Madlabium,
Marmoritis,
Marrubium,
Marsypianthes,
Martianthus,
Matsumurella,
Medusantha,
Meehania,
Melissa,
Melittis,
Mentha (včetně Pulegium),
Mesosphaerum,
Metastachydium,
Microcorys,
Micromeria,
Microtoena,
Minthostachys,
Moluccella,
Monarda,
Monardella,
Monochilus,
Mosla,
Muniria,
Nepeta (včetně Schizonepeta),
Newcastelia,
Obtegomeria,
Ocimum,
Ombrocharis,
Oocephalus,
Origanum,
Orthosiphon,
Otostegia,
Ovieda,
Oxera,
Panzerina,
Paralamium,
Paraphlomis,
Pentapleura,
Perilla,
Perillula,
Peronema,
Petitia,
Petraeovitex,
Phlomidoschema,
Phlomis,
Phlomoides,
Phyllostegia,
Physominthe,
Physopsis,
Physostegia,
Piloblephis,
Pityrodia,
Platostoma,
Plectranthus (včetně Coleus a Solenostemon),
Pogogyne,
Pogostemon,
Poliomintha,
Prasium,
Premna,
Prostanthera,
Prunella,
Pseudocarpidium,
Pseudocaryopteris,
Pseudochamaesphacos,
Pseudodictamnus,
Pseudomarrubium,
Pycnanthemum,
Pycnostachys,
Quoya,
Renschia,
Rhabdocaulon,
Rhaphiodon,
Rhododon,
Rostrinucula,
Rotheca,
Roylea,
Rubiteucris,
Rydingia,
Saccocalyx,
Salvia (sensu lato, vč. Pleudia),
Satureja,
Schnabelia,
Scutellaria,
Sideritis,
Siphocranion,
Sphenodesme,
Stachydeoma,
Stachys,
Stenogyne,
Suzukia,
Symphorema,
Synandra,
Syncolostemon,
Tectona,
Teijsmanniodendron,
Tetraclea,
Tetradenia,
Teucrium,
Thorncroftia,
Thuspeinanta,
Thymbra,
Thymus,
Tinnea,
Trichostema,
Tripora,
Vitex,
Volkameria,
Warnockia,
Wenchengia,
Westringia,
Zataria,
Ziziphora.